# 新選組!
『新選組！』（しんせんぐみ）は、2004年1月11日から12月12日まで放送されたNHK大河ドラマ第43作。主演は香取慎吾。

## 作品内容と反響
2002年4月22日に制作が発表される。近藤勇を主人公に、京都守護職下の警備組織として知られる新選組が題材。既存の歴史小説を原作としないオリジナル作品でもあった。原作・脚本は、舞台や民放ドラマを手がける三谷幸喜で、三谷はこれが大河初脚本となった。近藤と坂本龍馬や桂小五郎が江戸で知り合っている、野口健司、浅野薫など史実では粛清された隊士を生存させたまま退場させる等、史実と異なる大胆な創作を盛り込みながら、同じ三谷脚本の『竜馬におまかせ！』（日本テレビ系列）でも掲げた「幕末青春グラフティ」（尊皇攘夷の名の元に若者達が繰り広げる青春群像劇）をテーマに、「近藤勇の人生における重要な49日」を取り上げ、基本的にその1日を1回分で構成するスタンスをとった。一方で、明保野亭事件など史実の新選組が出動したエピソードの一部には描かれなかった出来事もあった。
大河ドラマ初出演で主演を務めた香取（当時SMAP）をはじめ、これまで年配の役者が演じることが多かった隊士や志士役に実際の年齢に近い様々な業界のタレントが起用された。特に土方歳三を演じた山本耕史も、容姿・風貌が現存する土方の写真とよく似ていたことや、三谷が「こいつ（山本）は"悪い奴"だ、その部分を引き出したい」と4年前から目をつけており、2004年のスケジュールを空けるようにあらかじめ頼んでいたという。その演技は長年にわたり映画・ドラマ『燃えよ剣』などで土方に扮し、代表的"土方役者"と呼ばれた栗塚旭（本ドラマでは歳三の兄・為次郎役）が対談で「やっと次にバトンを渡せる（任せられる）」と言い、山本にとって当り役となった。『新選組！』の放送前から土方の出身地である日野市では商工会青年部が中心となり「函館戦争まで描いてほしい」と署名運動を行ったものの、近藤を主人公にしたので最終回は近藤の死によって締めくくられ、その死後も土方が新選組を率いて転戦した会津・箱館が登場しなかったために、同地の関係者からは不満の声が寄せられたという。こうした事情や続編を望む視聴者の声を背景に2006年1月3日には正月時代劇として、続編にあたる『新選組!! 土方歳三 最期の一日』を放送。大河ドラマでは異例の続編の放送となった。
隊士をはじめ、一人一人のキャラクターと彼らの人間関係が丁寧に描かれている（延べ出演者数は大河ドラマ最多。）。脚本に関しても、幕末好きである三谷の知識と演劇人としての構成力に基づいた新しい物語展開が提示されている。一例として、坂本龍馬暗殺に関しては、歴史学者からはほぼ否定されている薩摩藩黒幕説を柱に、学説として有力視されている見廻組実行犯説を折込み、暗殺現場で聞かれた「こなくそ！」という原田左之助ひいては旧来新選組実行犯説の証拠とされていた言葉を、「新選組が坂本龍馬を救出しようとしたが果たせず、その際に左之助が口にした言葉」として結びつけ、これまで登場した多くの人物を登場させ、それぞれの心理を表現している。物語中盤の山場となる池田屋事件の舞台となった池田屋のセットは、実際の建物の設計図を元に組まれた。そのため映画などでよく知られる大階段は存在せず（もともと大階段は創作。実際の「うなぎの寝床」と呼ばれる当時の京町屋で大きな階段が、しかも玄関にあるのは不自然である）、史実に近い暗くて狭い池田屋となった。これに代表されるように、これまで描かれてきた新選組の固定化されたイメージの刷新に取り組んでおり、タイトルの「！」マークには、これぞ新選組だという思いが込められている（三谷自身は、画数で験担ぎをしたとも述べている。）。
大河ドラマとしては『琉球の風』以来、11年ぶりにテーマ曲に歌詞がつけられた（歌詞は三谷の手によるもので、第26回からは歌詞の字幕が表示されるようになった。なお、その年の『第55回NHK紅白歌合戦』でも歌われた。）。それとともに、｢語りが一切無い大河ドラマ｣（ただし、アバンタイトルにおける史実の説明は除く。）としても異例である。また、本編の後日談の形で作られた総集編では、みつ役の沢口靖子が語り、という形になっている。
初回視聴率は26.3％と好調だったが、それが最高視聴率で以後視聴率は下がり、平均視聴率は17.4%と振るわなかった（視聴率は関東地区・ビデオリサーチ社調べ。）。その一方で、絶賛・擁護の意見も少なくなく、賛否両論の激しい作品と言えた。前述の通り、近藤と龍馬や桂が江戸で知り合っているなど史実と異なる脚色の多さが批判され、TV評論家の麻生千晶も「コメディ大河」などと酷評した。
その一方で、麻生が審査員を務める『ザテレビジョン』誌の第43回ザテレビジョンドラマアカデミー賞では最優秀作品賞に選出された。また、山南敬助の切腹した回では、放送当日の反響の電話が鳴り止まず、その年末のアンコールでも1位に選ばれた。この影響を受けて、2007年には山南敬助を弔う「山南忌」が京都の旧前川邸界隈で行われた。この年の日本PTA全国協議会が調査した「親が子供に見せたい番組」アンケートでは（番組別で）第10位に入り、2005年にインターネットで行なわれた「好きな大河ドラマは?」というアンケートでは2位に入った（1位は『独眼竜政宗』）。熱烈な大河ドラマファンである松村邦洋も2007年に未来創造堂へ出演した際、大河ドラマベスト3を選ぶ企画で第2位に挙げ、「三谷さんは新しい大河ドラマを作ろうとした」と好意的な発言を寄せた。また2011年に行われた「あなたの好きな大河ドラマ」アンケートでは第2位に入っている（1位は翌年放送の『義経』）。三谷によると、「時代考証がめちゃくちゃだとさんざん叩かれた。コメディー大河とも言われた。でも実際に一年間見た人は誰もそんなことは思っていないはず。笑うシーンはあっても新撰組は喜劇ではない。喜劇だとしたらギャグが少なすぎる。笑いはあくまでもおまけ。僕は一年を通して人間ドラマを描いたつもりだ」と述べている。これまでにDVD化された大河ドラマの中では最高の3万2千ボックス、8億円のヒットとなるなど若い世代にファン層を広げたと言われている。放送時は、大河としては異例のデフォルメされたキャラクターによるコンビニエンスストア向けのマーチャンダイジング商品も発売された。
なお、本作の放送年である2004年の最初の日曜日は正月3が日に該当しない1月4日だったが、本作は1月4日を避けてその1週間後に当たる1月11日に放送を開始した。ちなみに、1月11日に放送を開始した大河ドラマの作品は本作のほかに、その本作の23年前に放送された1981年の『おんな太閤記』の2作品のみである。
香取が出演するテレビ朝日系の番組『SmaSTATION-4』では、香取や所属するSMAPのメンバーが出演したドラマ・映画のプロモーションを兼ねて共演者がスタジオに登場することがあり、『新選組！』の主要キャストも例に漏れず最終回放映前日に番組出演したが、NHKの作品を他局の番組で本編映像も織りまぜながらプロモーションするというのは異例であった。また、フジテレビ系の番組『笑っていいとも！』では香取がドラマの衣装で登場したこともある。最終回の翌日の関西テレビ・フジテレビ系『SMAP×SMAP』では脚本・三谷、主演・香取のパロディコント「局長！」が作られた。2007年7月29日には、フジテレビ系『FNS27時間テレビ みんな なまか だっ！ウッキー！ハッピー！西遊記！』内で放送された『クイズ！ヘキサゴンII 今夜はクイズパレード』において、新選組代表として香取、山本耕史、山本太郎、山口智充、小林隆、矢部太郎がドラマの衣装で出演している。2015年に放送された朝の連続テレビ小説『あさが来た』では、山本が本作と同じ衣装を着用し土方を演じた。
2022年10月29日に放送された『ワルイコあつまれ 秋の大感謝祭SP』では、同番組内コーナーである『慎吾ママの部屋』にて、山本が土方歳三として出演。同コーナーにおいて香取は慎吾ママに扮しているものの、山本と香取が『かっちゃん』『トシ』と呼び合う、香取が近藤勇として山本扮する土方歳三に語りかける等、当時の視聴者層を沸かせる演出が盛り込まれた。

## 関連項目

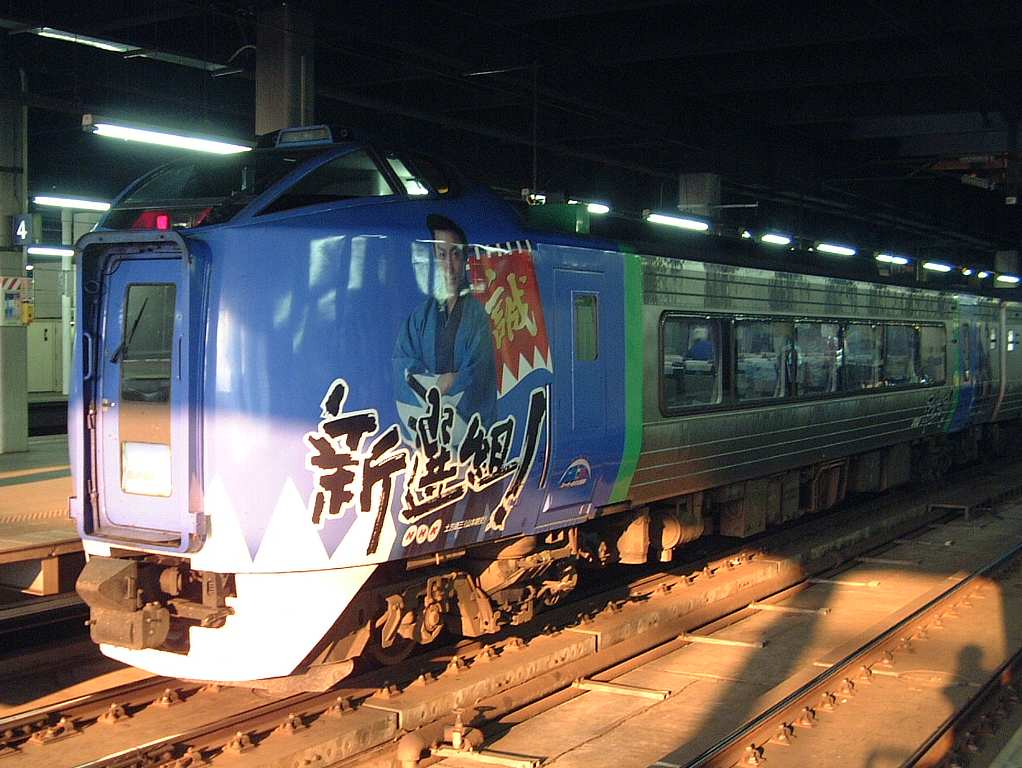
山本耕史が写されているキハ281系気動車 新選組ラッピング車（札幌駅で撮影）。
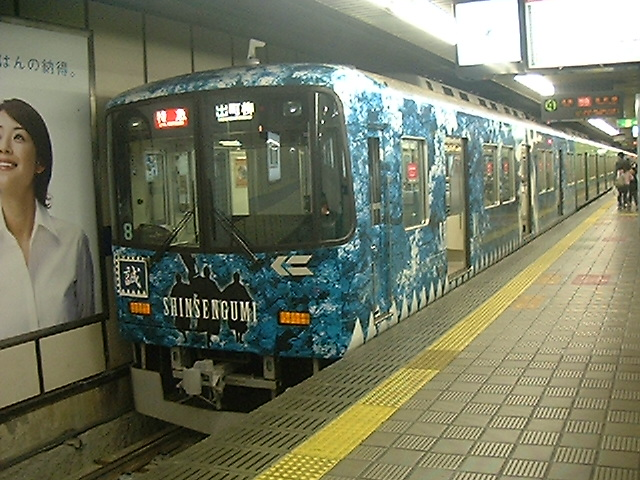
京阪電車「新選組!」ラッピング車両

## あらすじ
元治元年、京都で近藤勇、土方歳三率いる新選組は不逞浪士の取締に出動。長州藩の桂小五郎は取り逃がしてしまったものの沖田総司などの活躍により大きな成果を挙げる。
この事件を聞いた坂本龍馬は10年前の江戸での出来事を思い出す。

## 登場人物
以下の人物紹介はドラマ上のものであり、実際の歴史上の人物やその履歴とは違う場合がある。

### 新選組
清河八郎の浪士組から分派して、組織され当初は「壬生浪士組」、第25回から「新選組」に改められる。基本的に、主人公近藤を中心とした試衛館派、芹沢派（水戸派）、伊東派の3つの派閥が存在しており、それぞれが結託する事もあれば、思想上の軋轢や路線対立、主導権争いを行うこともある。また、派閥内で内輪揉めが発生した事もある他、沖田が一時期水戸派に属したり、藤堂が伊東一派の入隊後、彼らと行動を共にするなど立ち位置が変動することもある。

#### 試衛館の仲間達（主要人物の9人）
近藤勇（こんどう いさみ）
（島崎勝太 → 近藤勇）
演：香取慎吾
局長。多摩の農家、宮川家の出身で幼名は宮川勝五郎。当初は島崎勝太（しまざき かつた）の名前で登場した。誠意の塊のような人物で、農家の出身故に、人一倍武士らしくありたいと思い、卑怯なことや道理に合わないことを好まない。その生まれが故に、養母からは嫌がらせを受けていたが、上洛の前日に和解する。養父周助とは比較的良好な関係を築いていた。げんこつを丸ごと口に咥えこむという珍妙な特技を持つ。新選組と改めてからは、総髪になる。
天然理心流宗家・近藤周助の門下に入り、後に養子となり宗家4代目を襲名しながらも、時代が動き出していることを感じ自分の生き方を悩み続けていた。浪士組が募集されると、門弟である土方、沖田、山南、井上、永倉、藤堂、原田らと共に上洛する。そこで芹沢など様々な武人達との交流を隔てながら、時に苦渋を飲んだり、苦悩したりしながらも真の武士になる為に歩み続ける。清河との決別を経て壬生浪士組を結成し、芹沢、新見と共に局長に就任。隊を纏めていくことになるも、芹沢達の乱暴狼藉に手を焼く。土方達が粛清を決断した後も芹沢暗殺に踏み切れなかったが、やがて覚悟を決めた芹沢本人からの「鬼になって俺(芹沢)を食っちまえよ！」との言葉で暗殺に同意する。その後は京都守護職・松平容保のもと、新選組の局長として、内山彦次郎らを排斥しつつ京の治安維持や長州による政変などで活躍し、晴れて幕臣となる。局長になり非情に徹するようになったが道理に背くことを嫌う性分は変わらなかったため、自分のためとはいえ辣腕をふるう土方に激怒し、鉄拳を振るう一幕もあった。
次第に政治状況は激変し、幕府そして新選組は衰退の道を辿ることになる。隊では山南の脱走やその後の切腹、そして伊東や藤堂ら御陵衛士の分裂など様々な悲しい別離や苦難に当たる。それでもその真っ直ぐな志でぶつかり来る苦難を受け止め、一度は袂を分かった伊東とも和解するも、その矢先に先走り過ぎた若手隊士達の独断によって伊東が暗殺され、それをきっかけに御陵衛士との全面闘争へと発展した末、藤堂も戦死するという悲しい結果となった。後日、御陵衛士の生き残りによって近藤は銃撃され、治療のために大坂城へ行くが、その間に起きた鳥羽・伏見の戦いでは近藤達の兄的存在であった井上が戦死。次第に劣勢となる中、幕府軍艦で江戸へ引き揚げた後も徳川のために官軍と戦おうと画策したが、時勢はそれを許さなかった。勝海舟の要請によって甲陽鎮撫隊を率いて甲府城を目指すも、東山道を降ってきた新政府軍に敗れ、それが原因となり永倉、原田が離隊。その後大久保大和の変名を用い、武州五兵衛新田にて再起を図る。新たに隊士を集め、会津藩に合流するべく下総流山で隊士の調練を行っていた最中に新政府軍に包囲され、周平を離隊させ、さらに新選組を土方に託すと、単身新政府軍の陣地に連行される。土方に最後「トシ、もう疲れたよ」といった。養母ふでや実兄の音五郎の励ましを皮切りに「お前は多摩の誇りぞ！」と周囲からの労いの声援を受け、「トシ」と呟いた直後、斬首の刃が振り下ろされた所で物語は終わる。
土方歳三（ひじかた としぞう）
演：山本耕史
副長。多摩の出身。近藤とは幼なじみで「かっちゃん」「トシ」と呼び合う無二の親友。極度の女好きで、それだけに伴侶を一人に選ぶつもりもない考えから、結婚を考えていない。多摩でも、周りが進めていたお琴との見合いをふいにし、不興を買っている。秀二郎がひでの男装であったのを見抜けず、相当悔しがっていたこともある。成長しつつも所々で逡巡する近藤と比べると、必要ならば謀略や暗殺も行う決断力に富んだ切れ者であり、また作戦立案や組織造りなどに抜群の才を発揮する知恵者だが、その知恵と洞察力から仲間の不正を暴いてしまい、その不正が正義や人道の理由であることを知りつつ切腹をさせてしまうなど、罪悪感から自身を苦しめることもある。普段は自分を律しているが近藤を「近藤さん」と公共の場では呼びながらも、感極まる出来事を体験した時や感情が昂った際には「かっちゃん」と呼び、自分に都合の悪い話をする際には目を違う所に向ける癖があるなど大人になれない部分もある。
一時は行商の道を志し家伝の石田散薬の行商をしていたりしたが、剣の道を志し天然理心流に入門する。一時は「剣は総司がいる。頭（知恵）は山南がついている」と考え、自分は近藤には必要ないのではないかと自信喪失するが、周斎に「山南の知恵は書物で学んだ知恵だ。お前の知恵は生きた知恵だ」と諭される。京に上ると近藤を大名にすることを狙うが、「八月十八日の政変」で自分たちが時勢の蚊帳の外にいることを痛感、近藤を日本一の侍にするために鬼になることを誓った。その後、芹沢暗殺を決意して山南・原田・井上（後に沖田が加入、井上は消極的だった近藤の牽制に周る。）、そして（この時、消極的だった）近藤を交えた芹沢暗殺計画を実行。斎藤の妨害に遭いつつも、芹沢の覚悟を汲み取って鬼となった近藤から「お前に浪士組の行く末託した」と告げられたことで自身も近藤の決意を受け止め、激闘の末に計画を成し遂げる。以後、近藤のために嫌われ役に徹し組織統制に辣腕をふるい多くの隊士を粛清したことから「鬼の副長」の異名で呼ばれるようになる。一方で山南や河合らを不本意ながら切腹させないといけなくなった場合や、自分達の意に反して藤堂を討ち死にさせてしまった際には人知れず涙を流した。江戸に帰った後は洋装になり、関東敗走後は内藤隼人の変名を使用。流山で近藤と訣別した後も宇都宮、会津、函館と新政府軍を相手に死場所を求めて戦い続ける。後に続編として新選組!! 土方歳三 最期の一日で土方の最期の一日が描かれる。
2015年下期の連続テレビ小説『あさが来た』でも、山本は土方役として本作と同じ衣装・同じセリフで出演した。
沖田総司（おきた そうじ）
（沖田惣次郎→沖田総司）
演：藤原竜也（少年時代：田辺季正）
副長助勤・一番組長。幼名は惣次郎（そうじろう）。試衛館の中でも最も剣の才能に恵まれ、若くして塾頭になり近藤をして「宗家5代目を襲名させたい」と言わしめる。無邪気で天真爛漫な性格だが、仲間内で一人前の大人として扱われないことに不満を持っていた。また剣に自信を持っているため最初に山南と試合して敗れた際には多少の引け目を感じていた。
上洛後は芹沢やお梅に魅せられて一時行動を共にしていた。それ故に「芹沢さんは自分が斬らねばならない」と理解し、芹沢暗殺事件では参加を志願。その後も池田屋事件などで活躍。肺結核を患い考庵には静養を勧められるが、剣への情熱と責任感からかえって稽古や任務に熱を入れるようになり剣の鬼と化していく。病気を隠していたものの周平と鍬次郎の試合の後に、遂に皆の前で大量の血を吐いて昏倒して以降は療養生活となり、戦列を離れお孝の看病を受ける事になった。新選組が伏見に移転した時も京に残ったが、そこを浪士らに襲われる。しかし、お孝の機転で難を逃れ、銃撃され負傷した近藤と共に大坂城へ送られ松本良順の治療を受ける。江戸に戻った後は、病を圧して甲陽鎮撫隊に加わり多摩へ向かう。しかし、多摩で土方と剣術を立ち会っている時に倒れ、近藤に江戸に戻るように命じられる。植木屋平五郎宅で療養していたが襲撃される。その際、お孝を斬られ、襲撃してきた刺客を返り討ちにするが再度吐血し昏倒してしまう。本編ではその後に関する描写はなくナレーションで近藤の死を知らされぬまま病死したと語られるのみであり、総集編では姉のみつが「勇さんの後を追うように亡くなった」と語った（史実でも総司は近藤が斬首された約1か月後に病没している）。
斎藤一（さいとう はじめ）
（山口一→斎藤一）
演：オダギリジョー
副長助勤・三番組長。剣の流派は不明だが隊中きっての達人で沖田と双璧をなす。無口な性格で、自分から人と交わろうとすることはほぼ皆無なミステリアスな隊士。その一方で、仲間を想う熱い心を内に秘めており、徐々にそれを表に出す事が多くなっていく。また義理人情に厚く受けた恩を決して忘れない性格だが、そのことが災いして厄介な事態を引き起こすこともある。手先が器用でよく短刀で木彫りの彫刻を作っていて、原田の祝言の際にその彫刻をプレゼントした。
最初は山口（やまぐち）一を名乗り、江戸で借金取りをしていた。近藤とは広岡子之次郎の借金を取り立てに来た時に出会う。人を斬って追っ手に追われている時、近藤の祝言が行われている近藤家に転がり込み匿われ、後に近藤の依頼を受けた芹沢の手引きで逃亡した。後に京の地で芹沢達が清河八郎を斬ろうとしている時に近藤たちの意を理解して清河を逃し、そのまま壬生浪士組に入隊する。芹沢暗殺の際には江戸の件で恩を忘れられず襲撃に向かう土方、沖田、山南、原田を阻止しようとするが、同じく義理のある近藤の仲裁により道を空ける。近藤や土方の依頼で暗殺や、複数の隊士の介錯を務めたことが多いが、夜魘される事もあった。伊東達が御陵衛士を結成した時には、間者として潜り込む。あまり感情を表に出さないが決して非情な人格ではなく、鳥羽・伏見の戦いで井上源三郎が戦死した時には激昂し、凄まじい怒声を上げながら狂ったように井上の敵を討つべく敵陣へ単独で斬り込み、甲陽鎮撫隊の敗戦後、隊を離れた永倉たちを「間違っている」と言い「この旗がある限り新選組は終わらない！」と皆の前で隊旗を掲げて叫ぶ。
『最期の一日』では処刑された近藤の首級を彼が奪還し会津に持ち帰り土方、松平容保とともに弔ったとされている（ただし素性が分かると、近藤や新選組を恨む新政府軍の面々に墓荒らしにあうことを土方が懸念したため俗名は明記せず）。その際函館へ転戦する土方の代わりに近藤の首級と容保を護衛するべく会津に留まる。
なお、本編の最終回では容保から近藤の首級を奪回するよう密命を受け、その際に近藤勇が愛用していた虎徹を下賜されている。
藤堂平助（とうどう へいすけ）
演：中村勘太郎
副長助勤・八番組長。北辰一刀流伊東道場で学んでいたが、試衛館に入門する。誰に対しても礼儀正しく、とても穏やかで良識的な性格の反面、稽古は厳しく戦闘になると人が変わったように激情的な剣を振るう。天才剣士の沖田には常に引け目を感じていた。一時は沖田になりすまして京の町で遊んでいたが近藤に諭される。
池田屋事件では一番乗りの大役を果たし奮戦するも、汗を拭おうとした隙を衝かれ頭部に重傷を負い、額に傷が残ることになる。一時期江戸に帰還し近藤らとともに幕府へ長州征伐の談判を行う。主要人物の中では唯一山南の切腹に立ち会っておらず、京に帰還後に知らされた。江戸からみつとつねを呼んでしまい、寺田屋大騒動の原因を作ってしまう。後に師の伊東甲子太郎一派が入隊すると、試衛館の仲間達との間で葛藤する。御陵衛士に加わった後も伊東と近藤らの板挟みとなる。油小路の変では義を貫き御陵衛士として奮戦。永倉や原田たちは藤堂を助けようとするが、永倉の様子からその思惑を知りながらも逃げるどころか、より一層激しい表情を浮かべて戦い続け、事情を知らない新選組隊士に背中を斬られる。そして駆けつけてきた近藤から「お前は、真の武士だ」と称賛され、皆の見守る中で穏やかな表情を浮かべながら息を引き取る。
原田左之助（はらだ さのすけ）
演：山本太郎
副長助勤・十番組長。伊予松山の出身。大坂谷道場で種田宝蔵院流を学んだ槍の名人で、鍵槍を愛用して数多くの修羅場で活躍する。底抜けに明るい三枚目で、近藤一派のムードメーカー的存在。かつて切腹しようとした時の傷があり、何かにつけてその傷を自慢したがる。常に何かを食べており、よく寝転がっている。
当ての無い旅の途中、滝本繁蔵の屋敷の護衛を頼まれた近藤たちと出会う。その後、偶然近くで行われていた天然理心流4代目襲名の際の紅白試合に勝手に加わり、そのまま試衛館の食客となり、近藤らとともに浪士組に参加する。上述のようにお調子者的な面が目立つが、亡き夫と瓜二つということで可愛がられた八木久の死に対しては涙を見せ、落ち込んでしまう。さらに芹沢暗殺事件の際は敵に情けをかけて逆に斬られそうになった山南を助け「戦じゃなぁ、躊躇った方が負けなんだよ、先生」と諭すなど、実戦家としての面も見せた。甘味屋のまさに何度も思いを伝えては何度も断られるも、禁門の変で燃える京の町から彼女を助け出したことにより二人は結ばれる。甲陽鎮撫隊の敗戦後、永倉と共に隊を離れ、江戸で同志を集めようとしていた所、永倉が旧友と再会し、靖兵隊への参加を持ち掛けられるも旧友との縁から永倉が承諾したのに対し、「別の隊に加わるつもりはない」と拒否。永倉とは笑顔で分かれ、妻のいる京に戻ろうとするが道中で近藤が処刑されることを知り、助けようと板橋へ向かうが、板橋ですでに隊を抜けていた尾形俊太郎に「今ここで死んでも無駄死にだ」と諭され「尽忠報国の士天晴れなり！新選組は不滅だ!!フォーーー！！」と、涙ながらに熱いエールを送り、近くのお地蔵様に供えられていた菓子を食いながら「俺も不滅だ！」と言い、颯爽とどこかに駆け去っていった。上野戦争で戦死したとも、馬賊になったとも言われると最終回で説明されており、本編でもまさから「薩長の世の中になったらどうする」と聞かれた際、「大陸に渡って馬賊になる」と言っている。
山南敬助（やまなみ けいすけ）
演：堺雅人
副長、のち総長。仙台の浪人で北辰一刀流の門人であったが、同門の坂本龍馬から「（近藤勇は）面白い人物だ」と紹介されて興味を持ったのがきっかけで試衛館を訪れ、近藤の人柄に惹かれ門人となる。常に笑顔を絶やさず、何を口にするにも丁寧な口調で話す品のある人物。北辰一刀流免許皆伝で、最初に試合をした時には沖田を破り、直後の近藤との試合では「負けてみないと強さが分からない」と敢えて隙を作り近藤に勝たせる余裕を見せる程であった。その際、「彼（総司）はよい資質を持っている。必要なのは経験」と述べており、数年後には沖田に負かされている。学問にも明るく時勢を見極めていて、近藤を知の面から支える。
勇を浪士組の創設者・清河八郎、浪士組取締役・山岡鉄太郎と引き合わせ、浪士組への参加へのきっかけを作る。また、京で清河の浪士組から離れた時に会津藩の預りとするよう近藤に進言する。当初は副長を務めたが、土方により総長に棚上げされる。また、誠実で人斬りを望まない性分の為か芹沢暗殺事件では、土方を補佐し、平間を退けるが続く平山を斬ることができず、逆に斬られそうになったところを原田に救われる一幕もあった。そのため以後は、前線での戦闘には参加しなくなり、池田屋でも屯所に残留していた。
お互い認め合いながらも、度々土方とは対立し、屯所の本願寺移転でも反対するなど論争は絶えなくなり、伊東らの入隊で、ますます自らの居所をなくしたと感じていく。隊のあり方に疑問を感じていた最中に起きた、永倉らの建白書提出に端を発する土方の処分や、龍馬に「新選組に居っても何ができるがじゃ。お前ほどの秀才が勿体無い。」と言われた事をきっかけに、明里を伴って脱走した。脱走と言っても身を隠したり先を急いだりせず（ただし明里に草津までは急ぐよう促す描写もあったが、結局は彼女のお転婆に振り回される形で足止めをくらってしまった）、まるで明里と連れ立って旅をするのも同然だった。馬で追いかけてきた沖田を草津で見つけて、自ら声をかけて京に戻る(沖田は山南を逃がそうとしたが、その甲斐なく終わってしまった)。そして、その死を惜しむ周囲の皆に事あるごとに再度の脱走を促されるが全て謝絶する。そして死別の言葉と手紙を残して志を託し、試衛館の仲間たちが見守る中、隊のために団結を願い、沖田の介錯のもと切腹。主要人物9人の中で最初の死者となった。
永倉新八（ながくら しんぱち）
演：山口智充
副長助勤・二番組長。神道無念流免許皆伝の達人。近藤や土方より年下だが容姿・言動共に老成しており、初対面の際に2人を驚かせる。
登場当初は19歳。
筋が通っていない事や曲がった事を嫌う正義漢。左之助とはウマが合いよく一緒に行動している。
近藤とは滝本繁蔵の屋敷の護衛を頼まれた時に出会う。その後ヒュースケンを襲撃しようという賊の1人として再会するが、勇の必死の説得で思い留まり、勇達の側に寝返って賊を返り討ちにした。これがきっかけで勇の勧めもあって試衛館の食客になり、浪士組の一員として京へ赴く事になる。近藤の裏表の無い人柄に惚れ込んでいるがそれ故に「自分達は近藤勇の同志であって家来ではない」という意識が強い。そのため池田屋事件での報奨金分配や局長の権力を強める組織の命令系統の案に異を唱え、土方が口を滑らせて芹沢暗殺を暴露した事も追い打ちとなり（内部での争いを断固として認めないため、永倉は芹沢の暗殺を聞かされていなかった）、松平容保に建白書を提出するなど、しばしば近藤、土方の路線とは対立することもあった。
甲陽鎮撫隊の敗戦後、会津に行くことを近藤に提案するも受け入れられず、自分に従うよう命令する近藤に怒りを抱き左之助とともに隊を離れた。その後、左之助と共に江戸で同志を募る算段を考えていた所、旧友である市川宇八郎と再会し、縁から彼が立ち上げた靖兵隊に加わることを決める。近藤と決別こそしたものの、近藤の同志であるという思いは最後まで揺るがず、宇八郎が近藤を貶す発言をすると彼を強く叱責した。
井上源三郎（いのうえ げんざぶろう）
演：小林隆
副長助勤・六番組長（最初の隊内編成の際に土方から、副長に推挙されるが辞退している）。通称「源さん」。多摩出身で周助の代に試衛館の門人となった勇の兄弟子だが自ら進んで道場の雑用などを行なっていた為、山南には奉公人だと思われていたが「いいんです、好きでやってるんで。」と言うなど影が薄い存在だった。温和な人物で常に勇や土方、沖田そして勇の養子周平などを見守っている、いわば父親的な存在である。主要人物9人では最年長。
浪士組の結成の際には周斎から勇の「お目付役」として共に京へ上るよう頼まれる。新選組では地味ではあるものの組織の潤滑油として欠かせぬ存在となる。なお、劇中では一番長い刀を使っている。鳥羽・伏見の戦いで周平を庇い新政府軍に奮戦するが、1度は正面からの一斉射撃を奇跡的にやり過ごすものの、周平に向かって振り向いた直後に背後からの銃弾を受け倒れる。その死は隊士達に衝撃を与え、土方は人目を憚らず号泣し、斎藤に至っては激昂し、凄まじい怒声と共に敵陣に突撃をかけた。死後幻影として療養中の勇の前に出現し、死してもなお勇の身を案じ続けていた。勇はその幻影が意味するものを察し、お目付役として共に上京した源三郎に「ここまで付き合わせてしまって悪かった」と述べそっと目を伏せ涙し、最後まで勇を支えた。

#### 水戸派（精忠浪士組）
芹沢鴨（せりざわ かも）
演：佐藤浩市
筆頭局長。水戸天狗党の出身で、同郷の新見や粕谷とは付き合いが長い。剣術・学問の実力を備えた一廉の人物で、プライドが高く傍若無人な面が目立つが、自分も他人も心から信じることが出来ず、自身の弱い部分を突かれると己を律しきれなくなる哀しい男でもある。酒癖が悪い。
近藤とは広岡子之次郎の稽古代の催促に来た時、山口（斎藤）一と共に料理屋の主人として出会う。水戸藩出身のため、桜田門外の変に参加する広岡を逃す。その際、近藤、山口に鯉のあらいを振る舞いながら「明日天地がひっくり返るような大事件が起きる」と語る。そして事件が起きた後、桜田門外に現れ酒を飲みながら「尽忠報国の士、天晴れなり」と叫ぶ。
その後、浪士組に参加。新見と共に三番組の小頭となる。先番宿割の役を与えられた近藤が本庄宿で芹沢が仲間と騒ぐので一人部屋を用意するよう佐々木に命じられ、宿の離れを用意されるが、用意していた地図が古かったので離れは火事で消失しており鶏小屋であったため激怒、町の真ん中で焚き火をしながら野宿をし、周辺から燃やすものを仲間に集めさせ、浪士組の面々のみならず、巷の人々も困惑させた。しかし、近藤に根負けして焚き火を消すように命じた。このことで近藤に強い興味を持ち、その後浪士組が江戸に戻った後も京へ残留。近藤達と壬生浪士組（水戸派は精忠浪士組と名乗っていた）を結成。局長となる。
京では粗暴でやりたい放題な日々を送るが、その一方で自分とは違う真っ直ぐな生き方でありながら、自分に敬意を持って接してくる近藤に次第に引け目を感じるようになる。また、沖田に対しても自分の一派に加えるなど彼なりに一目置く。そんな破滅的ながらも、どこか哀愁を感じさせる生き様は近藤だけでなくお梅や沖田も魅せられた。また、斎藤も芹沢を護衛しており、後に粛正に動く土方らを牽制しに行くほどであった。自分が大坂相撲の力士達と起こした「どっこい事件」を近藤が実直な対応で解決に導いた事で、近藤に対するコンプレックスを更に募らせ、遂には商家の大和屋を襲うなど乱暴狼藉をエスカレートさせてしまう。
その結果、遂に会津藩から見切りをつけられた事で、土方や山南は芹沢一派の排除を決意するが、近藤だけは芹沢への敬意や、その士道に背くような非情なやり方への抵抗感からなかなか決意できずにいた。一方、芹沢自身も新見の切腹による一件で自分が近く浪士組より排除される事を察するが、それを受け入れるかのように、粛清当日である「八月十八日の政変」の褒美を貰った祝宴の席で泥酔しながらも、自分を粛清する事に未だ決断を下せずにいる近藤に対して、「鬼になれよ。鬼になって俺を食っちまえよ。遠慮はいらねえよ」と自分の覚悟を告げつつ、容保から貰った「新選組」と書かれた文を見て「明日からこの名前で行けよ」と、自ら近藤の背中を押して、その決意を後押しした。
その後、土方、山南、原田、沖田は芹沢一派（粛清対象から外された野口以外）が八木邸に戻る道中を襲う予定であったが、斎藤の妨害に遭った事で予定がズレて、八木邸に戻り皆が寝静まったころを見計らって芹沢の寝床に突入する。芹沢は白装束に着替え、酒を飲みながら座って待ち構えており、激戦の末、愛用の酒の入った瓢箪に足を取られた事で最後は沖田に刀を突かれ、土方にとどめを刺される。沖田は本来この襲撃には加担しない筈だったが、土方の態度から事情を察した沖田本人が刺客役に加わる事を希望し、芹沢も刺客達の中に沖田がいる事を確認した際に「嬉しいぜ」と零したり、沖田に刺された際にはどこか満足気な笑みを浮かべるなど、はじめから沖田の刃に倒れる事を望んでいたかのような節を見せた。死後この一件は土方によって長州藩士の仕業に偽装された。
近藤達が越えなければならない壁とされ、ドラマの前半を支える重要な役柄となっている。佐藤と脚本の三谷幸喜は「大河ドラマ史上最高の悪役」を狙ったという。また、佐藤の父である三國連太郎も1969年に公開された三船敏郎製作・主演の映画『新撰組』において、芹沢を演じており、親子二代で同じ役を演じた事で話題となった。
新見錦（にいみ にしき）
演：相島一之
局長、のち副長。芹沢の右腕的存在。学があるため、浪士組の上京後の清河八郎の朝廷への建白書の真意をつかみ、佐々木只三郎へ報告する。芹沢を理解し行動を共にしており、次第に組織内で顔が大きくなっていく近藤達を懸念して、芹沢と水戸派の地位を守る為に牽制を図るなど、試衛館派（特に土方・山南）に対して度々角を立てていた。
商家の大和屋の一件で芹沢から責任を押し付けられ、副長に降格、謹慎の処分を下される（その際に芹沢からは「腹を切れ」とまで言い渡されるが、その場では近藤達のとりなしで降格・謹慎で済まされた）。自身をぞんざいに扱ったことに不満を感じていたところを水戸派一掃を狙う土方と山南に突かれ、芹沢が又三郎を斬殺した顛末を報告して芹沢を売るように仕向けられる。同時に隊内を律するための局中法度が設けられたが、これは新見を体よく葬るためのものでもあり、土方・山南の策謀によって逆に仲間を陥れようとした「士道に背いた」罪で詰め腹を切らされることになる（芹沢の又三郎斬殺の一件に関しては法度制定の前の事であった為、不問とされた）。その場にいた芹沢からも「潔く腹を切れ」と言われて見捨てられ、土方が渡した刀で切腹し、局中法度によって粛清された最初の犠牲者となった。その際、その後の新選組の行く末を予感させる恨み節を残している。亡骸は、島田・松原によって運び出され葬られる事となった。
平山五郎（ひらやま ごろう）
演：坂田聡
副長助勤。史実では、新見の失脚後に局長に昇進したとされているが、本作では階級の昇降は見られない。左目に眼帯をしている。武芸の腕前だけなら新見以上の実力者である水戸派の中でも屈指の武闘派だが、反面、思慮が浅く、粗暴で軽挙な面が目立つ。近藤に無礼を働いたため、壬生狂言が八木家で行われた時外に出て斎藤に打擲される。また男装していた八木家の娘ひでに詰め寄ったために沖田に取り押さえられ、後の相撲大会では沖田と斎藤に完全に萎縮していた。芹沢暗殺の際には山南が平間と同様に逃がそうとしたが、平山は背後から山南に斬り掛かり、とっさに原田が投げた槍によって死亡した。
平間重助（ひらま じゅうすけ）
演：剛州
副長助勤。初期では隊内の勘定を任されており、同じく頭脳派である新見の補佐役として試衛館派への牽制などを行っていた。芹沢と行動を共にしていたが、芹沢暗殺の際には山南に逃がされ、そのまま何処かへと出奔した。
野口健司（のぐち けんじ）
演：岡本幸作
副長助勤。芹沢派の中では年若く、年齢の近い沖田や藤堂と親しかった。性格は芹沢派の中では比較的穏やかで、芹沢達の暴挙には無理矢理加担させられていたに等しかった為、芹沢の暗殺時には角屋に引き止められる形で粛清の対象から外された。水戸派が壊滅したのち史実では隊に残り、最終的には切腹することになるが、今作では水戸に帰郷するよう近藤や藤堂から勧められる描写があり、その場面を最後に姿を消す。
佐伯又三郎（さえき またさぶろう）
（又三郎→佐伯又三郎）
演：松谷賢示（水玉れっぷう隊）
副長助勤。元は八木家の奉公人であったが、本物の武士になるために京に残った浪士組に入隊、芹沢一派（水戸派）の腰巾着になる。本人は水戸派についた理由を「どうせ取り入るなら偉い奴の方がいい」と語っていたが、その芹沢本人からは「町人上がり」と忌み嫌われ、新見ら他の水戸派の者達からも然程相手にされていなかった。唯一同じく（一時的に）水戸派に属していた沖田とはそれなりに仲が良かった。かつての主である源之丞を含む町人達には傲慢な振る舞いを見せる一方、芹沢には常に胡麻を擂り続け、取り入ろうとするなど、一見すれば小物な人間であるが、その一方で武士への憧れの気持ちは本物であり、刀を買う為に八木家の奉公人時代から金を貯め続けていたり、芹沢からどれだけぞんざいに扱われようとも「このくらいの苦労は覚悟の上」と語るなど、努力家な一面もある。また、浪士組で羽織を考案する事になった際には京の市井の人々の意見を踏まえた上で近藤達に忠言するなど、稀に良識的な部分を覗かせる事もある。
ある晩、飲み屋に案内する途中でうっかり足を滑らせたはずみに持っていた提灯を芹沢にぶつけてしまった為に芹沢の怒りを買ってしまい、斬殺される。直前に彼から武士になる夢を聞かされていた沖田は悲壮に想う一方、斎藤は「奴（又三郎）は取り入る相手を間違えた。この世の中ひとつでも間違えれば、命取りになるって事だ…」と、この時、試衛館派と水戸派との間で板挟みになっていた沖田への忠告も兼ねて冷淡に評した。
貯めていた金の入った財布は物盗りの犯行に見せるため新見に抜き取られるが、それが皮肉にも新見の命取りにつながった。

#### 御陵衛士となった隊士（伊東道場一派）
伊東甲子太郎（いとう かしたろう）
（伊東大蔵→伊東甲子太郎）
演：谷原章介
参謀。当初の名は大蔵（おおくら）。文武に優れた品のある人物で、怜悧に時勢を見極め外国の知識にも精通しているが、それ故に人を見下す傾向が強い。神道無念流を学んでいたが、江戸に出て北辰一刀流剣術伊東道場に入門し、後に道場を継いだ。門下に藤堂平助がいた。ただし、彼らには試衛館派の土方や芹沢派の新見のような右腕的な補佐役は存在せず、加納、篠原が実質その役割を担った。浪士組には参加しなかったが、挨拶に来た藤堂に餞別を渡し、浪士組とのつながりを持とうとする。
江戸に隊士の募集に戻った近藤に対面し、新選組に入隊し参謀となり名を甲子太郎と改める。しかし、伊東の真意は新選組を尊王攘夷の先駆けとすることであった。その後、「薩長への偵察」との名目で脱隊を図るが、近藤や土方は伊東の本心を見抜きつつもかつての芹沢一派のような流血の事態を避けようと、表面上は騙されたふりをして伊東たちを送り出した。そして御陵衛士を結成するも、討幕派からは新選組にいた過去から信頼を得られず苦悶する。大久保一蔵にかつて新選組にいた過去をぬぐい去るために近藤を斬るよう唆され、近藤の別宅に招かれ伊東はその場で勇を殺害するつもりだったが、近藤から「あなたが弾かれるのは新選組にいたからではなく、彼らのように薩長の生まれではないからだ」と言われ、腹を割って心中を吐露し、自身も近藤から「私も生まれ故に幕府の武士から見下された。だからこそ新選組では生まれよりも士道を重んじた」との主張を聞く事で、互いに追い求める思想は違えども、国を想う気持ちは同じであった事に気が付き、和解する。
しかしその帰路で、事情を知らずに伊東を討ち取ろうと待ち構えていた大石鍬次郎率いる新選組の若手隊士達に襲撃され、近藤の想いを無下にするような彼らの軽率な行動を一喝しつつも、抗争を避けるべくあえて抵抗しようとせずに場を離れようとしたが、その隙を突かれる形で大石によって槍で刺殺されてしまう。その後、御陵衛士側に先立って事態を知った近藤は和解した矢先の伊東の死に愕然としつつも、これにより御陵衛士との抗争が避けられぬものとなってしまったことを悟った土方達に促され、やむなく彼らと刃を交えるという苦渋の決断を下した。
伊東の遺体は、土方の判断で七条油小路に放置され、彼の死を知った御陵衛士の隊士達はこれが罠だと気付くが、「たとえ罠でも、伊東先生の亡骸を晒し者にするわけにはいかない」という理由で現場へ行き、待ちかまえていた新選組との間でついに全面衝突が勃発。藤堂平助をはじめ両陣営に多くの犠牲を出すこととなる。
加納鷲雄（かのう わしお）
演：小原雅人
過激な言動の多い伊東一派にあっては温厚な人物で、仲間を諭したり外交役としての出番が多かった。藤堂平助が伊東大蔵に試衛館への移籍を願い出た際、永倉の提案で沖田と加納が立ち会い沖田が勝てば移籍を認めるという条件で立ち会うが敗れた。そして、「藤堂を譲る代わりに沖田が欲しい」という伊東を諫める。結果伊東は「（試衛館に）しばらくの間貸し付ける」と言いつつも、藤堂の移籍を認めた。沖田には敗れたものの剣術の心得が全く無いわけではなく、油小路の変では永倉と互角に渡り合っている。後に伊東と共に新選組に入隊する。御陵衛士として分派する時に土方とこれ以上隊士が加わることを禁止するとともに、御陵衛士から新選組に復帰することを禁止する取り決めを行った。油小路の変では篠原と共に御陵衛士を主導する。
事件後、復讐のために伏見街道で篠原らとともに近藤を狙撃するが、闇討ちのようなやり方には若干躊躇しており、直接手を出すことは最後までしなかった。その後官軍に属していたが、偽名を使用し自らを「大久保大和」と名乗っていた近藤に対し尋問役の香川、上田は行き詰まっていた為、香川・上田の命により近藤と再会する。旧交と任務の板挟みとなって言葉を詰まらせていたが、近藤は彼に自ら「加納君、お久しぶりです」と語りかけ、加納もそんな近藤の心遣いを察しながら「ご無沙汰しております、局長」と涙目で返した。
篠原泰之進（しのはら たいのしん）
演：小梶直人
伊東一派でも特に好戦的な人物で、自身の主張を強引に押し通そうとする傾向があり、よく加納に諭されている。剣の腕前も確かで、不意を突かれたにもかかわらず斎藤、永倉と互角に渡り合った。長州藩との交渉に臨むべく広島に向かった近藤、伊東に同道する。御陵衛士に参加し、間者として潜り込んだ斎藤一が新選組に戻ろうとした際、斬り合いとなる。油小路の変では加納と共に御陵衛士を主導し、変後、復讐のために伏見街道で近藤を狙撃する。その際、「これでは闇討ちだ」と指摘する加納に対し、「構わん。奴ら(新選組)も散々汚い手を使ってきたではないか」と吐き捨てた。
服部武雄（はっとり たけお）
演：梶浦昭生
伊東と行動を共にする伊東一派随一の武闘派。伊東に従い御陵衛士となり新選組を離れる。油小路の変では二刀流で奮戦するが永倉に斬られ敢え無く戦死する。服部の死を目の当たりにした藤堂はしばしの逡巡の後、咆哮と共にかつての仲間と斬り合う決意を完全に固める。
毛内有之助（もうない ありのすけ）
演：中川泰幸(現・中川邦史朗) 
油小路の変で原田に敗れ戦死。（ドラマ内での役名表記なし。）
三木三郎（みき さぶろう）
演：平泉陽太
九番組長（第46回にて10番組編成の名簿に名前あり）。史実では伊東の実弟だがドラマ内では言及なし。伊東に従い御陵衛士となり新選組を離れる。油小路の変にも参戦し、撤退した後は報復として仲間と共に病身の沖田を襲撃するがお孝の機転によって未遂に終わる。
中西昇（なかにし のぼる）
演：猪狩賢二
伊東と行動を共にする。伊東一派が御陵衛士となり新選組を離れた後は登場しない。

#### その他の新選組隊士
前述の3つの派閥に属さない隊士達。なお、土方は第20回で行われた隊士募集で、採用された隊士（河合・松原等）は後々近藤派に属する事になると語っているが、実際は谷兄弟や大石など、独自に派閥や徒党を組んで、近藤、土方の思惑に反した各自勝手に行動する者も少なくない。また、武田はどの陣営にも中立である事を逆手にとって、近藤と伊東派の融和を試みた事もあるが、失敗している。
島田魁（しまだ かい）
演：照英
諸士調役兼監察。美濃出身の浪人で、旧知の永倉の推薦で入隊した。怪力の巨漢で、戊辰戦争では完全武装した永倉を片手一本で塀の上につり上げる場面が見られた。強面に似合わず人情家で、涙もろい感激家。人懐っこい性格であり、養子縁組を頼まれては断れず何度も姓が変わっている（なお、出生時の姓は「近藤」だった）。権力や地位にも全く固執せず、新選組が直参に引き立てられても当人の希望により平隊士であり続けた。普段は監察方として偵察や見張りに従事している。粛清に関わる事もある。ひとたび戦が始まると重い鎖帷子を全身にまとい大暴れする。正月には屯所のある西本願寺を訪れた子供達といっしょに遊ぶ姿も見られた。また、相撲大会に参加してふんどしが切れ、不浄負けするという一幕もあった。
『新選組!! 土方歳三 最期の一日』でも新選組の頭取として活躍するが、土方の死を知り号泣し、永井尚志に諭され、新選組を後世に語り継ぐことに誓った。晩年は西本願寺の警備を務めたと最終回で説明されている。
武田観柳斎（たけだ かんりゅうさい）
演：八嶋智人
副長助勤・五番組長。出雲国母里の出身で甲州流軍学を学んでいた。常に眼鏡をかけている。体躯にも恵まれぬゆえ学問や参謀で身を立てようと、浪士組が新選組と名を改めてからの隊士募集で入隊。剣技には秀でていないものの池田屋事件では、宮部一派の拠点の襲撃を提案し、戦闘では近藤隊に属して参加した。決して無能な人物ではなく、軍師として池田屋事件をはじめ数々の局面で近藤を支え続けるも、自信過剰な性格で人望に薄い。しかし近藤をはじめ、新選組の為に頑張っている武田の努力を認めている人間も少なくなく、武田を快く思っていなかった土方でさえも、新選組に対する思いを聞いたときは否定しなかった。何かと自分の手柄を強調することが多く、「軍師ですから」「私が〜」が口癖である。
甲州流軍学が時代に遅れつつあることを感じ取り、最先端の西洋軍学を学ぼうと隊費を管理していた河合から50両借りたが、そのことが河合耆三郎切腹の原因となってしまう。これで評判を落とした武田は、直参取り立ての際に兵学師範であるということから他の副長助勤より格上の見廻組肝煎格への内示を受けるが、永倉、原田からは日頃の行いが悪く河合を切腹させた原因として不満だと異論が出た。そのため他の副長助勤と同格で納得するよう近藤に説得されるが、激怒して直参取り立てそのものを返上する。そして直参取り立てに不満な茨木、佐野、中村、富川らを御陵衛士へ参加するよう勧め、武田は話をつけに御陵衛士の元へ向かうが加納に参加を断られて立場の悪くなった四人が切腹してしまい、その事で新選組の隊士に尚更疎まれて居づらくなり、出奔。西洋軍学書を手土産に御陵衛士に参加しようとするが、伊東は既に西洋軍学書を手に入れており、しまいには「西洋軍学書を横取りして邪魔をした人間」として裏目に出てしまい伊東にはすげなく断られる。薩摩藩に縋ろうとするが、会津の軍事機密を持ってくるように西郷吉之助に言われる。行き場を無くしているところ、土方と沖田に隊に連れ戻される。本人は半ば自棄気味に切腹する覚悟は出来ていると嘯くが、近藤からは切腹を命じられることはなく、「自分のせいで死んだ者達の為にも生きる事で償え」「もう一度這い上がって来い」と諭され生き続けることを命じられる。改心して平隊士からやり直す決意をしたが、自分が恨みを買っていると自覚しているがゆえに、嫌がらせをされぬよう相部屋ではなく個室を所望した。しかしその直後、屯所を抜け出して河合の墓参に行ったのを沖田に見つかり、事情を話したことで見逃してもらうが、そのすぐ後に脱走と決めつけて追って来た大石鍬次郎らに背後から急襲され、落命する。
改心した矢先での突然の死に、直前まで話をしていた沖田と信頼していた近藤が武田の死を惜しみ、。特に近藤は、「もうここまでにしよう」と、法度による粛正を止めるように呟いていた。
河合耆三郎（かわい きさぶろう）
演：大倉孝二
勘定方。播磨の商家の出身。武術の才は皆無だがそろばんが得意で勘定方として隊の金銭面を支え続けた。愛想のいい人柄で、人の良いところを見つけるのが上手く、多くの人に好かれている。同郷の松原とは特に仲が良い。西洋軍学習得に熱意を燃やす武田観柳斎に兵法書の購入資金を捻出したことから、同じ本を狙っていた土方に勘定帳と隊費の数字が合わないことを詰問される。武田のことは口を割らず、親元から50両届けさせることを条件に勘弁してもらうように願い出て許されるが、親元から10日経っても50両は届かず切腹させられることになる。死への恐怖から、腹を切ろうとはしなかったが、ついに覚悟を決めた折に、介錯の谷三十郎がしくじってしまい血の海でもがいているところを沖田がとどめをさした。先述の切腹の際に往生際の悪さを見せてしまったものの、最後の最後まで武田を恨むことはなかった。親元からの金を届ける飛脚が到着したのは、皮肉にも切腹の直後だった。
山崎烝（やまざき すすむ）
演：桂吉弥
諸士調役兼監察。鍼医師の家の出身。浪士組が新選組と名を改めてからの隊士募集で入隊。三回入隊を志願してその度に断られていたが面接していた土方たちは覚えておらず、その人に覚えられにくい容貌や変装を利用して主に探索役を務める。内山彦次郎の悪事や伊東と倒幕派との密会、脱走を試みる隊士等を密かに探索する。また医術にも明るく、病に冒された沖田の病状を察知し、さらには西洋医学も学び伏見街道で御陵衛士の残党に狙撃された近藤を治療する。鳥羽・伏見の戦いで、土方、斎藤と共に不動村の屯所に戻った後、大坂へ引き揚げる途中に官兵に不意に顔を斬りつけられ重傷を負う。江戸へ向かう船の中で島田、尾関、尾形に看取られてひっそりと息を引き取った。
松原忠司（まつばら ちゅうじ）
演：甲本雅裕
四番組長。角刈りが特徴。剣術に加え関口流柔術の心得もあり、入隊時の立ち合いでは素手で斎藤を取り押さえるほどの腕前を見せる。事あるごとに「えいーやあー!!」と気合の掛け声をあげている。自分が殺した長州藩士の妻・お初を捨助が起こした祇園の火事から救うなどなにかと面倒をみている。しかし、そのことを「士道に背いた」と土方に糾弾され、本気で切腹を決意するほどに思いつめていたところ、「お礼がしたい」とお初に食事に招かれ、油断したところを刺され致命傷を負う。しかし斎藤がお初を殺そうとしたとき最後まで彼女を庇い、斎藤に斬られて絶命する。その後、葛山同様斎藤の夢の中に出現した。
尾関雅次郎（おぜき まさじろう）
演：熊面鯉
力の強さを見込まれ旗持ちを務める隊士。池田屋では屯所の守りについたが論功行賞が行われると、屯所の守備についた隊士は対象外という土方の方針により恩賞はもらえなかった。また永倉の建白書の一件では不本意ながらも永倉らと行動を共にして謹慎させられる。鳥羽・伏見の戦いでは銃弾を受けてもなお旗を振り続ける気迫を見せ、永倉率いる抜刀突撃でも先陣を切った。後に宇都宮城の戦い、箱館戦争にも参戦し、新選組結成メンバーの中では島田と共に最後まで生き残った。
尾形俊太郎（おがた しゅんたろう）
演：飯田基祐
副長助勤。土方が十番組編成を提案した際の名簿では、後に採用された際とは異なり彼の名前が九番組長として記されていた。池田屋の論功行賞が行われたときに登場（それ以前にも近藤がつねに一筆啓上する際の回想で姿を見せている）。時勢を冷静に分析出来る人物で、山南の死後仲間達の解説役を担当することが多い。山南の遺言により新選組の活動を詳細に記録していた。近藤の江戸帰還に同行する。近藤が流山で捕らえられたのを機に新選組に再起の道はないと隊を離脱した。新選組そのものともいうべき近藤の行く末を見届けるべく板橋の刑場に出向くがそこで（近藤を救出すべく殴りこみをかけてきた）原田左之助とばったり再会、その後、官軍兵に見つかったため2人して逃亡する。（史実では土方、斎藤一らと共に会津戦争まで転戦し、後に斎藤と共に警視局に入り最後まで生き残った。）
浅野薫（あさの かおる）
演：中村俊太
諸士調役兼監察。大した実力も度胸も無いのに、功名心と自尊心だけは人一倍強い。池田屋の時には島田魁と共に見張りを担当するが、志願し近藤勇の隊に属する。しかし、斬り合いに怯えて茂みに身を隠す。論功行賞では、さしたる働きが無いまま近藤隊に所属しただけで恩賞をもらっており、一部始終を見ていた永倉が不満を抱く一因になっている。隊内部で繰り返される隊士粛清に身の危険を募らせていき、組長の一人である谷三十郎の粛清に関わったことが脱走を決める決定打となる。近藤周平をそそのかして脱走を図り、斎藤に追い詰められるが見逃され、そのまま何処かへと姿を消した。
谷三十郎（たに さんじゅうろう）
演：まいど豊
七番組長。谷三兄弟の長兄。土方があからさまに嫌悪するほどの甲高い笑い声が特徴。良家の出で槍術を学んでおり、新選組では槍術師範を受け持つ。浪士組が新選組と名を改めてから三兄弟揃って入隊した。弟である周平を近藤家の養子に出すことを近藤に持ち掛けた張本人であるが屯所移転の際、周平が近藤の養子になったことを理由に彼を個人部屋にするよう求めるも却下されて不平不満を漏らすなど、良家の出なのをいいことに横柄な態度を取る。武術の腕前も新選組内では大したものではなかったことから周囲からの信頼は低く、池田屋事件では、少数精鋭である近藤隊への所属を期待していたが、近藤や土方に「すまん、あんたじゃない」といなされ結局実現しなかった。河合が切腹することになった際の介錯を務めるも失敗、狼狽しているところを沖田が河合に止めを刺す、という武士にあるまじき醜態を晒したため、隊内で完全に孤立。その居心地の悪さを「わしの思っていた新選組とはかなりの隔たりがあった」、「そもそもこちら側から（新選組に）入ってやったんだ」と半ば逆恨み同然に新選組に見切りをつけると、弟達に脱走を持ちかけるが、近藤への恩に報いたい周平からは断られた為、仕方なく次弟である万太郎と2人で脱走を図るも山崎に察知され、先に屯所を抜け出して万太郎を待っていた所に斎藤、島田、浅野に捕捉される。切腹を勧められるも抵抗し、斎藤に槍で挑むも一太刀で切り捨てられる。新選組の体裁のために死因は見回り中に不逞浪士に切られたと島田によって偽装された。死後、土方からは「家柄がいいことに局長に取り入り、いい思いをしようとしたつまらん奴」と扱き下ろされている。
谷万太郎（たに まんたろう）
演：若松力
谷三兄弟の次男。池田屋事件では弟の昌武と共に近藤隊に所属し、池田屋の玄関先で死闘を繰り広げた。兄の三十郎と共に脱走を図るが、その際に半ば身勝手な理由で隊を抜ける事には若干の躊躇する様子を見せていた。その後、三十郎が殺された現場には姿を見せることなく逃亡した。
谷周平（たに しゅうへい）
（谷昌武→近藤周平→谷周平）
演：浅利陽介
谷三兄弟の末弟。長兄に無理矢理参加させられる形で入隊。当初の名は谷昌武で、のち近藤勇の養子となる。池田屋の時には近藤勇隊に属していたが、近藤の命により別働隊の土方、松原に浪士たちが集結していることを知らせる。周囲からの過剰な期待とは裏腹に当人は常にその重圧に苦悩しており、長兄三十郎から脱走を提案された際にはそれを断るも、その後、兄達がいなくなった事で周囲からの重圧や嫌がらせが更に増長する事となり、苦悩の末、浅野薫の脱走計画に半ば無理やりとはいえ参加してしまった事で近藤、沖田の怒りを買い、井上と平助の必死の嘆願のおかげで切腹は免れたものの、養子縁組はいったん取り消しとなり、もとの谷姓に戻される。
それでも近藤家の跡取りにふさわしい男たらんと勉学、剣の稽古に励む彼を勇は最後は「近藤周平」と呼んだ。鳥羽伏見の戦いにも参加するが、官軍の猛攻を前に逃げ遅れ、結果的に井上が戦死する一因を作ってしまう。流山で勇の薦めによって隊を離れることになったが、この時、彼を思う勇から「命を惜しめ」という士道とは正反対のいたわりの言葉を与えられ隊を離れた。
大石鍬次郎（おおいし くわじろう）
演：根本慎太郎
若手で一番の人斬りである隊士。近藤と同じ多摩の出身で、本人は「腕だけを頼りに新選組に入った」と豪語するが、浅野曰く「思いっきり縁故で（新選組）に入っている」と評される。新選組の中でも特に過激な性格の持ち主で、新選組に仇なす者は誰であろうとも決して容赦せず、また一度でも新選組に対する反逆や、それをうかがわせる不穏な行動をとった者に対しても、如何なる理由があっても許さない程の疑心暗鬼と猜疑心の塊。それ故に血の気が多く、思い込みなどから暴走行為や軽率な行動に走りやすい危険な一面もある。その一方で、忠誠心が強く、剣術に秀でていて腕が立つ。
近藤の懐の深さを前に改心した武田や、同じく近藤と和解した伊東を、それぞれ独断で暗殺する等、結果的に近藤の想いを水泡に帰し、新選組に混乱や災厄を齎す騒動を度々起こしているが、本人はそれらの行動が新選組の為であると疑いもしない。
また、周平を身内の七光りと見下し、ことあるごとにいじめていたが、剣の試合で敗れて和解した。
葛山武八郎（かつらやま たけはちろう）
演：平畠啓史
諸士調役兼監察。池田屋事件の前に入隊。池田屋では、浪士と交戦し、追い詰められるが斎藤に救われている。さしたる理由もなく入隊した地味な男だが一方で読みが鋭く、建白書騒動では、隠密で行動したにもかかわらず近藤が事前に察知して登城していた状況から「建白書を出した一派の中に間者(斎藤)が潜んでいたのでは」と疑っていた。山南曰く「筆が立つ男」。永倉との掛け合いが多い。山南に頼まれ、永倉らが松平容保に提出した建白書を起草する。その一件で謹慎していたが、近藤が江戸に戻り、山南が外出している間に建白書を起草したことを理由に土方に切腹させられる。その際、斎藤が土方に顛末を密告していたことを悟り、「裏切り者！」と叫んで絶命する。その後、斎藤の夢の中に出現。以後、斎藤はしばらくこの事に苛まれる事になる。また、この騒動が、山南が脱走へと至る決定的なきっかけとなってしまった。
安藤早太郎（あんどう はやたろう）
新田革左衛門（にった かくざえもん）
演：河西祐樹（安藤）・赤堀二英（新田）
史実では、副長助勤であり野口が切腹する際の介錯を務めている。池田屋事件にて近藤勇の隊に所属するも、深手を負いその後亡くなる。
奥沢栄助（おくざわ えいすけ）
演：松島圭二朗
池田屋事件にて近藤勇の隊に所属し戦死する。
茨木司（いばらき つかさ）
佐野七五三之助（さの しめのすけ）
中村五郎（なかむら ごろう）
富川十郎（とみかわ じゅうろう）
演：大塚幸太（茨木）・安藤聖（佐野）・鈴木慶太（中村）・長倉正和（富川）
新選組隊士の直参取り立てに不満を持ち、武田に唆され御陵衛士に参加しようとするが断られ、京都守護職屋敷で自害する。
箱館新選組（新選組!! 土方歳三 最期の一日の登場人物のみ記載）
相馬主計（そうま　かずえ）
演：小橋賢児
箱館編成新選組頭並。常陸国笠間出身。爽快かつ真面目な性格で土方や島田を始め、周囲から頼りにされている。二刀流で戦う剣の腕前を持つ。
市村鉄之助（いちむら　てつのすけ）
演：池松壮亮
新選組隊士・美濃国大垣藩士。土方の小姓。土方の命令で蝦夷を離れ、彼の写真など遺品を武蔵国日野に住んでいる土方の義兄・佐藤彦五郎に届ける。
蟻通勘吾（ありどおし　かんご）
演：山崎樹範
新選組隊士。讃岐国高松出身。土方や島田や尾関、山野八十八と並ぶ壬生浪士組結成以来の古参隊士。弁天台場で敵の攻撃に遭い戦死。
山野八十八（やまの　やそはち）
演：鳥羽潤
新選組隊士。加賀国大聖寺出身で新選組美男五人衆の一人。土方や島田や尾関、蟻通と並ぶ壬生浪士組結成以来の古参隊士。弁天台場の攻撃で敵の攻撃に遭い負傷するが、島田や尾関と共に最後まで生き残った。

#### 壬生浪士組
粕谷新五郎（かすや しんごろう）
演：伊吹吾朗
水戸藩出身。荒木又右衛門の再来といわれる剣豪。沖田、藤堂たちに慕われている。一番組小頭を希望し根岸に暴言を吐く芹沢を窘める。そして刀を抜きかけた芹沢を早業で止める。出立前に居酒屋で食事をしていた際に、芹沢派の野口に刀を抜かれるが、出立を告げに来た沖田と共にまたしても早業で刀を抜いて動きを封じた。
本庄宿では宿場の真ん中で焚き火をする芹沢を止めるよう沖田に懇願されるが、彼は芹沢の真意を見抜いており諭した。浪士組の江戸帰還の際には共に残るように沖田に説得されるが「もう少し若ければ」と言い断る。
しかし、再び近藤、沖田に説得されると仲間割れをしないことを条件に応じる。その後、殿内が殺されると、芹沢が殺したことは明白にもかかわらず下手人が不明だという近藤に不信感を募らせ、彼に対し今後の行く末を示唆させる予言めいた叱言を言い残しつつ壬生浪士組を脱退した。
殿内義雄（とのうち よしお）
演：生瀬勝久
上総国出身。剣の流派は「自己流」。浪士組結成の際には先番宿割をつとめるが、出発前に近藤に代わられる。代わられた後はどの組に属しているかわからず右往左往する有様であった。神経質で本庄宿では宿の担当であった沖田に一人部屋の布団部屋を用意させるが、結局は焚き火での野宿を諦めた芹沢と同宿となる。
浪士組の一部が京に残留した際に佐々木只三郎に命じられ、目付役として壬生浪士組に参加し京に留まる。佐々木の配下の柳に同志を募るよう誘われていることが発覚し、近藤に説得される。その後外出しているところを仲間を募りに大坂へ向かっていると思われ芹沢鴨に斬られる。しかし、実は江戸に戻り佐々木にすべて事情を説明した後、京へ戻り再び参加するとの近藤への手紙を残していた。
根岸友山（ねぎし ゆうざん）
演：奥村公延
かつて千葉周作に北辰一刀流を学んでいたが、浪士組結成の際には足もおぼつかない様子であった。浪士組では一番組小頭をつとめる。それを不満に思う芹沢に事あるごとに「ジジイ」と罵られていたことから、年寄り扱いされる事に激怒。
清川の江戸帰還後は壬生浪士組に参加し、京へ残留する。しかし、根岸も殿内同様、佐々木の息がかかっていた。殿内が殺されると、粕谷と共に壬生浪士組を脱退する。
阿比留鋭三郎（あびる えいざぶろう）
演：矢部太郎
井上源三郎に誘われ、病弱で江戸に帰る気力がないという理由で壬生浪士組に参加する。
壬生狂言を見に会津藩公用方が訪れた際に体調が悪く、席を外している時に佐々木の配下の柳が芹沢・近藤への牽制の為、殿内・根岸に同志を募るよう告げているのを目撃し、それを近藤たちに告げる。その後、大津の親戚の元で静養する為に隊を離れた。彼の脱退をもって、壬生浪士組は近藤派・芹沢派で完全に二分される事となる。
家里次郎（いえさと つぐお）・遠藤丈庵（えんどう じょうあん）
演：かなやす慶行（家里）・鈴木健（遠藤）
浪士組では一番組所属。後に壬生浪士組に参加するも粕谷や根岸らと共に脱退する。

#### 浪士組
清河八郎（きよかわ はちろう）
演：白井晃
元は出羽庄内の郷士。山岡曰く「戦国の世に生まれていたらおそらく天下を獲っていた」程の人物。熱烈な尊王攘夷論者で、ヒュースケンの暗殺を企てていた。将軍・徳川家茂の上洛に合わせ、将軍警護の為という名目で浪士組を創設するが、真の目的は尊王攘夷の先鋒とするためであった。鵜殿鳩翁、佐々木只三郎らは警戒し、京を目指す際、人目につく東海道より遠回りの中山道を進むことに決定してしまう。また、無役だった近藤を先番宿割に就かせ、土方から五十両受け取り、これを元手に浪士組一行とは別行動をとる。浪士を束ねることができるのは自分しかいないと思い知らせるためであったが、道中でも山岡を連絡役に浪士達の警戒を怠らなかった。京に到着後、佐々木たちの不在を狙って浪士たち235名の署名を集め、朝廷に建白書を提出して尊王攘夷の大義を果たすことを標榜する。浪士組を幕府から切り離そうとしたため、近藤・芹沢らは江戸帰還に反対、大騒ぎとなる。反発された事への憤りから、去り際に近藤と対面し、「あなたが夢見る武士の時代はもうすぐ終わる！」と皮肉を吐き捨てる。その後芹沢一派に狙われるが、近藤の手配により山南らと偶然居合わせた斎藤に救われる。江戸に帰還した後、佐々木に斬られる。
山岡鉄舟（やまおか てっしゅう）
（山岡鉄太郎→山岡鉄舟）
演：羽場裕一
当初の名は鉄太郎。近藤とは山南の仲介で出会う。幕臣ではあるが清河八郎の理解者で、浪士組取締として浪士組の結成にも参画する。のち精鋭隊歩兵頭格となり、勝海舟の元で幕府の後始末に尽力する。浪士組結成の際は清河から結成の真意を話され、彼のために周囲を出し抜く言動をするが、本人は裏表の無い人物で、勝海舟が甲陽鎮撫隊として近藤を甲府に行くように命じた時は「近藤をそこまで買っていたのですか」と言ったため、勝に「お前のようなのを西洋ではロマンチストと言うんだよ」と呆れられてしまう。
松平上総介（まつだいら かずさのすけ）
（松平主税助→松平上総介）
演：藤木孝
旗本。講武所教授方。当初の名は主税助。文久2年12月9日（1863年1月28日）、講武所剣術教授方兼任のまま、浪士取扱に任命される。桂小五郎に近藤勇を紹介され、講武所教授方見習に近藤勇を推薦した。しかし後に勇が百姓の出身であることが判明したため、冷たくあしらう。その後、浪士組取扱になるが、用意した支度金が足りなくなると仮病を装い責任逃れをする。近藤らが京で名を上げると掌を返して誉め讃えた。治安が乱れる京都の警備を担当させるために浪人を集めて浪士組を結成しようとした企画の責任者。
鵜殿鳩翁（うどの きゅうおう）
演：梅野泰靖
浪士組取扱。浪士組をつとめていた松平上総介が辞任した後、佐々木只三郎の「清河八郎に浪士組を思い通りにさせてはならない」との説得により浪士組取扱となる。江戸に帰る前に近藤たちも京へ連れて帰るように手代木直右衛門に頼まれた席上、近藤を評価する心中を吐露する。そして、近藤たちの後ろ盾に会津藩がなる手助けをするよう佐々木只三郎に命じる。
速見又四郎（はやみ またしろう）
演：七海智哉
浪士組取締並。佐々木と共に清河を暗殺する。
池田徳太郎（いけだ とくたろう）
演：野仲功
近藤と共に先番宿割をつとめる。傲岸な性格で、本庄宿での宿割の仕事は全て近藤におしつけていた。佐々木に「芹沢が仲間と騒いで困るので一人部屋にするように」と命じられ、それも近藤に任せる。それが元で本庄宿で芹沢一派が騒動を起こすが、対応に完全に萎縮していた。清河の策により朝廷に建白書を提出することになったが、建白書には署名せず、江戸帰還に反対する。清河を友人と思っていたが一言の相談もなかったことに怒ったためであった。その後京に残り酒を飲んで愚痴っていたが、お梅にこぼした酒が染みになったと抗議され絡んでいたところ芹沢につまみ出された。
祐天仙之助（ゆうてん せんのすけ）
演：渡部雄作
五番組の小頭。博徒の出身。大村達尾に仇として狙われ、ついに京で襲撃される。その際は手傷を負ったものの火事の騒ぎで救われたが、最終回ではその後大村に討たれたことが語られている。
大村達尾（おおむら たつお）
演：江畑浩規
祐天仙之助に父を殺され、仇を討つために浪士組に入隊。しかし、祐天というあだ名の博徒が殺したという話を人伝えに聞いただけで確証はなかった。宿の都合で本庄宿では五番組の祐天と同宿になる。京で芹沢達が清河を斬ろうとしている夜に祐天仙之助を襲撃し、手傷を負わせるも火事の騒ぎで逃亡される。その後、最終回で偶然永倉と再会し、仇を討って本望を果たしたことを告げるが、逆に自身が祐天の子分達から仇として追われる身となっていた。
村上俊五郎（むらかみ しゅんごろう）
演：立川政市
浪士組六番組の小頭。本庄宿で宿の部屋割りを担当していた山南を「田舎侍」と呼んで見下し、足を洗う桶を持ってくるように命じる。断る山南に絡むが、土方に「この田舎侍は北辰一刀流の使い手だ」と言われ引き下がる。土方曰く、元は建具師らしい。

### 多摩・試衛館の人々
近藤周斎（こんどう しゅうさい）
（近藤周助→近藤周斎）
演：田中邦衛
近藤勇の養父。名は周助。天然理心流3代目。勇を養子に迎えて隠居し、周斎と名乗る。「浪士組に参加し上洛したい」と言った勇を快く送り出す。隊士募集と老中への説得のため江戸に戻った勇と会った時には病気で伏せりがちになっていた。そして、鳥羽・伏見の戦いの後に新選組が江戸に戻る前に亡くなったが最後に「お前は俺の誇りだ。お前を息子にもてて幸せだった。俺の倅は誠の武士だ」という言葉を勇に伝えるようふでとつねに託した。
近藤ふで（こんどう ふで）
演：野際陽子
近藤周助の妻で近藤勇の養母。周助が勇を養子に迎えてからは勇が農家の出身であるのが不満でつらくあたる。しかし、勇が上洛前に「心だけでも武士でありたい。武士以上に武士らしく生きるのが願い」と本心を告げた事で、自分と同じく武家の世界へ行こうと足掻いてきたと悟り、自らも下総の農家出身で置屋の芸者から周助に身請けされた過去を告白し、わだかまりを解く。その際に「近藤家のために存分に働きなさい。そして武士よりも武士らしくなって戻ってきなさい」と告げると共に「百姓の子と見下す奴らは存分に見返してやりなさい」と上洛を後押しした。
その後は勇を応援し、板橋で斬首される時は「近藤勇、よく戦いました！」と声を掛けた。
沖田みつ（おきた みつ）
演：沢口靖子
沖田総司の姉。総司が試衛館の門人であることからよく試衛館に出入りしており、歳三同様、勇の事を「かっちゃん」と呼ぶ。勇の身辺の世話をしたり勇、歳三らと盗賊退治に出かけるなど序盤のヒロイン的扱いだった。勇らの上洛の際、勇が長い間自分に恋心を寄せていたのを知っていた事、そして本当は自分も勇が好きだった事を告げ、弟を託して送り出した。
江戸に戻ってきた近藤に伝通院で再会し、総司が労咳であることを告げられる。そして総司に会いに行ったとき自らの命は長くはないことをみつに語る総司に、みつならではの言葉で総司を励ます。なお黒船来航時、勇と歳三が入手したシャンパンのコルク栓が総集編で勇らのことを回想する彼女の手元にあるが、これは函館で戦う歳三が市村鉄之助に命じて届けさせたものである。
近藤つね（こんどう つね）
（松井つね→近藤つね）
演：田畑智子
近藤勇の妻。松井八十五郎の娘で、勇と結婚し、たまを産む。素直な気だての良い性格で、ふでにも「仕事は遅い」と言われながらも評価されている。
滝本捨助（たきもと すてすけ）
演：中村獅童
実在の人物・松本捨助と近藤勇の斬首時に共に死んだ無名隊士をモデルにした、主要人物では唯一の架空の人物。（後者の存在は三谷とみなもと太郎との『冗談新選組』収録の対談で語られている）
近藤勇の幼馴染で、土方同様彼を「かっちゃん」と呼ぶ。多摩の資産家の滝本家に生まれる。「呼ばれもしないのに現れる」と自称する通り、物語中、至る所に出没、浪士組に入るためにあの手この手で画策していた。畿内より引き上げる際に、その頑固さに近藤達が根負けした事と、鳥羽・伏見の戦いで喪失した戦力の補強の為、ようやく入隊を許されるも、程なく近藤が捕縛され、彼の救出を諦めた土方達に納得がいかず決裂。単身近藤を救助に向かうも、面会した近藤から「新選組の隊士ではない」と一蹴され、追い返されてしまう。その事に激怒し不貞腐れていたが、ふでやつね達から指摘を受け、前述の態度が自分を死なせないために近藤が取った苦渋の決断だった事を知る。近藤の処刑直前、彼を助けるために単身で「新選組隊士、滝本捨助！」と名乗りを上げて刑場に乗り込むも、たちどころに警備兵に斬られ絶命した。
佐藤彦五郎（さとう ひこごろう）
演：小日向文世
日野宿の名主。土方歳三の義兄にあたる。近藤勇とは義兄弟の契りを結んでいる。酒に弱い。新選組を支援する。春日隊を組織し、甲陽鎮撫隊に加わった。終盤勇が官軍に捕らわれ斬首されると知ったときには、我を忘れて救出に向かおうとした。
佐藤のぶ（さとう のぶ）
演：浅田美代子
土方歳三の姉で佐藤彦五郎の妻。若き日の歳三の良き理解者である。行商の道に進もうとしていた歳三が実は剣の道に進みたがっていることを勇に伝える。
小島鹿之助（こじま しかのすけ）
演：小野武彦
多摩の名主。近藤勇の後見人で義兄弟。多摩を訪れた近藤勇に屋敷を賊に襲われた滝本繁蔵の蔵の物を移送するように頼む。近藤たちが浪士組として上洛するのには反対した。そして、近藤が流山に捕らえられ佐藤彦五郎が救出に向かおうとしたときはのぶと共に止めたが、「こんなやり方の薩長の時代は長くは続かない。いずれ近藤さんの後に続く者がこの多摩から生まれると信じています」と語る。
宮川音五郎（みやがわ おとごろう）
演：阿南健治
近藤勇の実兄。勇が武士になったことを喜び、応援している。浪士組結成の際には勇に20両で買い求めた虎徹を餞別として渡す。勇は贋物と知りながら受け取り、「兄上の気持ちを大事にしたい。俺がこれを虎徹にする」と喜ぶ。勇が板橋で斬首される際は、｢お前は多摩の誇りだ！｣と声を掛けた。
土方為次郎（ひじかた ためじろう）
演：栗塚旭
土方歳三の兄。盲目のため家督を継いでいない。まだ将来が見えていなかった近藤勇と歳三に「二人で時代と斬り結びなさい」と諭す。そして、流山の訣別の後故郷に戻った土方に、近藤をもり立てた歳三を称え「お前達は多摩の誇りだ。何が正しくて、何が間違っていたなど100年後の人が決めればよい」と言った。
滝本繁蔵（たきもと しげぞう）
演：沼田曜一
滝本捨助の父。多摩の資産家。屋敷を賊に襲われ、近藤勇たちに蔵の物を移送してもらう。
宮川勇五郎（みやがわ ゆうごろう）
演：木挽礼
宮川音五郎の子。多摩の宮川家を訪れた勇にせがんで勇と音五郎に拳を口に入れさせた。
なつ
演：岩崎加根子
近藤ふでと牛込の置屋で一緒に働いていた古い友人でありかつての芸者仲間。ふでが勇とつねと縁談の件で周助と喧嘩をして家を飛び出した際にはなつの家に向かった。なつの口添えもありふでは試衛館に戻った。その際に「息子いじめもほどほどにしなさい」とふでをたしなめた。居候が増え、嫁のつねが口答えするようになったことなどに腹を立てたふでは再び家を飛び出した時は再びなつの家に世話になった。
後に自分の家を周助・ふで夫妻の隠居先として提供して三人で暮らす。京へ旅立とうとする勇がふでに挨拶をしようとした時、「言いたい事は、後に残さない方がいいわよ」と促し、二人のわだかまりを解く懸け橋となった。
沖田林太郎（おきた りんたろう）
演：日野陽仁
沖田総司の義兄。長いものに巻かれやすい性格。沖田みつを妻とし婿養子になり沖田家の当主となる。近藤勇とつねの婚礼の席にお祝いの酒を持って登場した。みつに勧められて試衛館の稽古にも通うが、妻や義弟と違い、度胸も剣術の腕前もいまひとつ。浪士組に参加するが、新見と同じ組であったために、本庄宿では芹沢が野宿を宣言した際、焚き火の材料を探しに行かされる。浪士組が京から引き揚げる時には試衛館道場の仲間とは行動を共にせず、江戸に戻ってしまい、みつや近藤家の面々に呆れられ、顰蹙を買ってしまった。その後、新徴組に入り、鳥羽・伏見の戦いの前に江戸に戻った近藤と伝通院で再会する。
松井八十五郎（まつい やそごろう）
演：浅沼晋平
近藤つねの父。
松井きぬ（まつい きぬ）
演：芦沢孝子
近藤つねの母。
萩原糺（はぎわら ただす）
演：榎木兵衛
小山村（現在の町田市）に在住している老人。昔は相当の使い手だったらしく、勇の四代目襲名の際に体調を崩した小島鹿之助の代わりに天然理心流の紅白試合紅組総大将をつとめたが、その頼りなさげな風貌から「どっから連れてきたんですか」と土方に言われてしまう。試合は一方的に紅組（土方、山南、永倉、原田、みつが参加した試衛館勢）が優勢で、白組の大将（その他の多摩の剣客勢）の佐藤彦五郎も危うい情勢であったが、白組に沖田総司が加勢したため、形勢は逆転し、結局土方が懸念していたとおり何も役に立たず、最後は一切の抵抗も見せずに沖田に額につけた土器を割られ、試合は白組の勝利に終わる。そんな試衛館にとっては情けない結果に周斎は嘆いたが、勇は満足そうに笑みを浮かべていた。
寺尾（てらお）・徳次郎（とくじろう）
演：小林ひでのり（寺尾）・飯田まさと（徳次郎）
試衛館門人。
ひも爺
演：江幡高志
土方歳三の行商仲間。歳三が道場破りを行い、怪我をした門人達に薬を売りつけていたが、その手口がばれて歳三共々手ひどい報復を受ける。このことが歳三が剣の道に踏み出すきっかけとなった。
近藤たま（こんどう たま）
演：松元環季（幼児時代：山城毬花、幼年時代：鎗田千裕）
近藤勇の娘。ゲンコツをくわえる癖があるらしい。

### 京の人々
深雪太夫（みゆきだゆう）
演：優香（少女時代：枚田菜々子）
本名はお幸。大坂新町遊郭の、太夫。京の街を歩いていた武士にぶつかったと因縁をつけられて、まさの甘味屋に逃げ込んだ時に近藤、永倉、藤堂、井上、斎藤達に救われる。京に来ていたのは実は妹のお孝を探しに来ていたためであった。淑やかな性格。後に大坂で近藤と再会し、愛人となる。その際、寺田屋で京に来ていたつねに会ってしまう。つねは悔しさを覚えつつも、勇を支え続けてきたことを認め、「勇が京を去るときまで」という条件で、お幸が勇の愛人となることを承諾する。京では醒ヶ井の妾宅に住むことになる。山崎が近藤の命によりお孝を探し出そうとしたが、会うことなく過労が元で病死する。
お孝（おこう）
演：優香（二役）（少女時代：金子莉菜）
深雪太夫の妹。深雪太夫とは生き別れになっていた。深雪太夫と異なり、お転婆な性格。最後は沖田総司を看病する役を担い、その明るい性格で沖田を癒す。沖田が刺客に襲撃された際、刀がない沖田を刺客から庇おうとしたが、斬殺される。
お梅（おうめ）
演：鈴木京香
菱屋の妾であったが、正妻に睨まれ壬生の前川家に住んでいた。格子越しに色目を使うお梅を村の規律を乱したと壬生村から追い出されそうになっていたところ、芹沢鴨が愛人とする。物憂げな色気を持つ女性。沖田をたぶらかしたり、芹沢の大和屋襲撃をけしかけたりと、周囲が不幸になるように生きていたが、次第に芹沢と心から愛し合うようになる。芹沢暗殺の際には沖田に逃げるように言われるが、自身は芹沢と運命を共にする決意を抱き、沖田の刀で自らを突き刺し、芹沢の後を追う。
八木源之丞（やぎ げんのじょう）
演：伊東四朗
壬生郷士の八木家当主。浪士組が京の宿舎となり、その割り当てを決める会合に遅れてきた罰で、浪士組の中でも問題人物とされていた芹沢鴨など水戸派や近藤勇など試衛館一派などを預かることになる。清河八郎の朝廷への建白書建議の後浪士組は江戸に戻ることになったが、近藤や芹沢達はそのまま八木家に残り、源之丞を困惑させる。その後八木家は西本願寺に移転するまで新選組の屯所となった。最初は迷惑に思っていたが、久の通夜の席で浪士たちが協力してくれたことから態度を改めた。池田屋の前には近藤に意見を求められ激励する。山南切腹の際には土方に反対を意見する。西本願寺へ新選組が移る際には「ここはあんさんたちにはお里みたいなもんや。気が向いたらいつでも戻ってきておくれやす」と言った。
八木ひで（やぎ ひで）
演：吹石一恵
八木源之丞の娘。架空の人物。浪士組が入ってくる際、貞操を心配した源之丞によりしばらく男性に変装させられ、「秀二郎」と名乗る事になる。黙認していた芹沢以外の浪士たちにそのことは露見しなかったものの、それが原因で彼女の華奢な体格を懸念した近藤達に、剣術の稽古をつけられてしまう。また、上半身裸で稽古をする隊士たちを目撃して、どぎまぎとした表情を浮かべる場面もある。その後、久の通夜の席で、父・源之丞から、秀二郎(ひで)は実は女性であると近藤、土方、沖田に紹介される。特に総司の事を気にかけ、何かと世話を焼こうとするが、沖田はお梅に恋心を抱いていたことから、落ち込んでいたところ藤堂に励まされる。それでも沖田のことを気にかけており、病状を心配して、医者に連れて行く。新選組が上方から江戸に引き揚げる際は再び男装で登場し、ねぎらいの言葉をかける。
八木雅（やぎ まさ）
演：松金よね子
八木源之丞の妻。芹沢達の乱暴に困惑している。小野川部屋の黒神が好きで、壬生で相撲大会が開催されると喜んだ。そして、京から新選組が去る時「あれだけ京のために尽くしてきた方が…」と嘆いた。
久（ひさ）
演：正司歌江
八木雅の母。最初は浪士たちを毛嫌いしていて玄関脇に箒を逆さに立てる。しかし、寺院に浪士組が早く壬生から出て行くように願っていて、帰りに気分が悪くなったところを原田左之助に背負われて部屋に戻る。その際左之助を「死んだじいさまに似ている」と好意を寄せるようになり、彼も自分に良くしてくれている感謝から、互いに交流を深める間柄となる。最後は箒を正しく立てるように雅に命じ、左之助に感謝の意を表して亡くなる。その通夜や葬式を浪士組の仕切りを行う。
左之助は土方の説得もあって死に目に立ち会い、久の死には涙し、しばらく塞ぎ込んだほどであった。
八木為三郎（やぎ ためさぶろう）
演：巻嶋一将
八木源之丞の息子。よく芹沢や沖田と遊んでいる。
房吉（ふさきち）
演：星ルイス
八木家奉公人。新選組が西本願寺に屯所を移してからも、八木源之丞が身の回りの世話にと屯所に派遣したが、井上源三郎がお茶入れを行うため仕事がない状態になる。鳥羽・伏見の戦いの後、後始末に京へ戻った土方から長年の苦労を労われ、八木家に戻るように言われる。
まさ
演：はしのえみ
甘味屋を切り盛りする看板娘。近藤らとは屯所が近所にあったことから顔なじみで仲が良い。左之助は彼女に心底惚れているが、まさの方は左之助のことを恋愛対象としてはまったく見ていなかった。禁門の変のおり、左之助は店を焼け出された彼女を助けるべく独断で隊を離れ救出に向かった。その後も左之助の猛アピールを袖にしていたが、いつの間にか惹かれあうようになり、気がつけば両親への挨拶に祝言と話はとんとん拍子に進み、報告を聞いた近藤らを驚愕させる。
小常（こつね）
演：小西美帆
名はおその。市川宇八郎とかつては将来を約束した仲であった。大坂で芸者をしていたが、その際に宇八郎に後事を託された永倉新八に「宇八郎は亡くなった」旨を告げられる（宇八郎は実際には回復して生存し、後に永倉と再会することになる）。後に永倉に京に迎えられ彼の愛人となるが、押し入り強盗と化した官軍の兵に斬られ、偶然にも京へ戻っていた永倉に看取られ「宇八郎様」と言葉を残して息を引き取る。そして怒りに燃える永倉はすぐに官軍の兵を斬り仇をとる。
明里（あけさと）
演：鈴木砂羽
名はおすず。丹波の農村の出身で、浮舟という店に売られていく途中おまさのお多福で山南、沖田と出会う。その際汁粉7杯を食べ、代金を山南が支払ったことが縁になり後に恋人となる。明里の名も山南が「あなたの里に明るい光が射しますように」との願いをこめて名付けた。明るく無邪気な性格で、脱走間際の山南の心を癒した。山南脱走の際には、山南と共に江戸を目指した。山南の切腹の直前に山南と会い、死の直前であることを察しながら別れを惜しみ、山崎に送られて丹波の実家へ戻った。
お登勢（おとせ）
演：戸田恵子
寺田屋女将。男勝りのしっかり者で、その女丈夫ぶりから近藤らから「この世に総司の姉みつがもう一人いた」と評される。禁門の変の後、伏見方面に出陣した新選組が御用改めに現れた時に毅然と対応した。尊王派も問わず、助けを求めて身を隠しにきた人を匿うのが主義だが、彼女がその手腕を発揮するとほとんどの場合乱闘・流血沙汰に発展しており、そのたびに悲鳴をあげている。龍馬の頼みによりおりょうを養女とする。鳥羽・伏見の戦いの後京に戻った土方、斎藤、山崎を捨助の口利きにより匿う。
おりょう
演：麻生久美子
坂本龍馬とは土佐藩邸で賄いとして雇われた時に出会う。龍馬に一目惚れをされ、恋仲になり蝦夷地に連れて行ってもらう約束であったが、池田屋の変や禁門の変で仲間を失った龍馬はその約束は果たせなくなる。そして龍馬の頼みによりお登勢に預かってもらうことになり、寺田屋の養女となる。後に龍馬の妻となり、二人で薩摩の霧島に新婚旅行に出かけた。龍馬の死後、新選組が龍馬を斬ったと思っていたおりょうは近藤に復讐を企てる。しかし、取り押さえられ、近藤に諭される。
おきよ
演：こばやしあきこ
寺田屋女中。
幾松（いくまつ）
演：菊川怜
芸妓であったが、桂小五郎の恋人となり小五郎を支える。
孝庵（こうあん）
演：笹野高史
沖田総司を診察している口の悪い医師。沖田の吐血が労咳（肺結核）によるものだと早期に見抜き、静養するよう幾度となく忠告するが、沖田は逆に反発したため後に労咳が不治の病と化し、命取りとなる。お幸の臨終前に醒ヶ井に呼ばれる。そこで沖田に再会し、「たまには顔を出せ」と声をかける。
前川荘司（まえかわ しょうじ）
演：谷本一
壬生郷士。八木家の向かい側に屋敷を構えている。菱屋とは親戚筋で、お梅を預かっている。
初菊（はつぎく）
演：平岩紙
芸妓。いつも深雪太夫の脇に控えている。
菱屋太兵衛（ひしや たへえ）
演：藤田宗久
四条堀川の呉服屋。お梅を妾としていた。
池田屋惣兵衛（いけだや そうべえ）
演：岡田正
池田屋事件の舞台、池田屋の主人。
京屋忠兵衛（きょうや ちゅうべえ）
演：横山あきお
京屋主人。深雪太夫を近藤が身請けする仲介をする。
西村兼文（にしむら かねふみ）
演：本間憲一
西本願寺侍臣。掛け軸を破った原田、沖田、藤堂の件で近藤に「ここの僧侶はあなたたちのことをよく思っていない。僧侶を敵にしない方が良い」と忠告する。河合耆三郎の死の前に話を聞く。西本願寺を屯所にしていた新選組に、不動堂村に西本願寺の提供により屯所を建てて移転する話を近藤と土方に行う。鳥羽・伏見の戦いの後、後始末に京へ戻った土方へ餞別を渡す。そして「私はどこの味方でもない。面白いことが好きなだけや。新選組の行く末をしっかり見届けさせていただきます」と言う。
お初（おはつ）
演：清水美那
仙波甲太郎の妻。夫を斬った松原が金を届けて焼香を頼んだ時にはすげなく追い返したが、祇園の火事から救うなど面倒を見てくれる松原に心を開いた振りをする。そして松原を騙して闇討ちにするが、松原を追ってきた斎藤にその場で斬り捨てられる。
藤吉（とうきち）
演：松村明
坂本龍馬の用心棒で力士。近江屋の1階で坂本を訪ねてきた佐々木只三郎に応対する。しかし、後ろを向いて坂本に取り次ごうとしたところを佐々木に斬られ、侵入を許してしまった。
峯吉（みねきち）
演：篠原勇
坂本、中岡の暗殺前に鍋をしようとした坂本に、使いを頼まれる。
オウム
声：山口智充
芹沢・お梅・沖田が見物したオウム。芹沢に不吉な予言ともとれる言葉を発し、彼を逆上させる。
本来オウム自身に喋らせることになっていたが、声の調教が撮影までに間に合わず、丁度、山口がオウムのモノマネをネタに持っていたため急遽、彼が演じることになった。

### 幕末の志士たち

#### 土佐藩
坂本龍馬（さかもと りょうま）
演：江口洋介
常識に囚われない自由な発想と国を憂う心を持つ快男児。近藤、土方とは多摩時代からの友人として描かれる。
佐久間象山の元に出入りしており、象山、桂、近藤、土方と共に黒船を見に行き、諸外国に負けない強い日本を作るという大志を抱く。救国の方法を模索していき、そのため主張することがよく変わった。しかし、海軍操練所を閉鎖されるなど八方ふさがりになり、一時は酒びたりの日々を送っていた。そんな時新選組の隊の中で孤立した山南が寺田屋を訪れ、文字通り死を賭した激励を受け情熱を取り戻す。そして仇敵同士であった薩摩と長州の間を取り持ち、薩長同盟を結ぶことに成功する。しかし、その際に寺田屋から薩摩藩邸に入る際、薩摩藩の大久保の手引きにより捨助を囮にしたことから、捨助の恨みを買い、寺田屋に宿泊中役人に襲われるが、辛くも脱出する。薩摩藩主導の武力倒幕に反対し、大政奉還を行ったことが薩摩の西郷、大久保の恨みを買い、近江屋で佐々木只三郎率いる見廻組に暗殺される。
武市半平太（たけち はんぺいた）
演：デビット伊東
土佐勤王党を旗挙げし、龍馬に土佐で同志を募るように依頼する。
望月亀弥太（もちづき かめやた）
演：三宅弘城
土佐勤王党に加わる。龍馬と行動を共にする。近藤、土方とは龍馬と共に四代目襲名の後の府中の旅籠で出会う。その際に攘夷のあり方を巡って近藤と口論になり、その隙に捨助に土佐勤王党の血判状を奪われる。龍馬と近藤が旅籠の外で果たし合いになるが、龍馬は血判状を破り捨て和解した。浪士組として近藤たちが京へ上ったことを龍馬へ伝える。八月十八日の政変後、様子をさぐるために京へ出てきたところ近藤とまさの店で再会する。池田屋の変の前に古高俊太郎が捕縛されると、宮部鼎蔵に命じられ桝屋の蔵の中のものを奪還しに行く。池田屋では真っ先に近藤に斬り込む。沖田に斬られ傷を負い、あわやというところで沖田の喀血によりとどめを刺されることを免れた。池田屋から逃れて長州藩邸に仲間の救出を懇願するも、桂小五郎の命を受けた長州藩士に追い返され失意の中自害する。
北添佶摩（きたぞえ きつま）
演：松井工
坂本龍馬が蝦夷地に行こうとしている時に登場。池田屋で闘死する。
中岡慎太郎（なかおか しんたろう）
演：増沢望
坂本龍馬と共に薩長同盟に尽力する。龍馬と共に近江屋で暗殺される。斬られてしばらくは息があり、近藤の意向で龍馬を救出すべく踏み込んできた原田左之助が伊予弁で「こなくそ」と叫んだのを聞いたことから彼が刺客と勘違いし、皮肉にも近藤を土佐藩士の仇敵に仕立て上げてしまう。
谷守部（たに もりべ）
演：粟根まこと
流山で捕らえられた近藤勇を坂本龍馬を暗殺したのは新選組か否かなど板橋の本陣で尋問する。
上田楠次（うえだ くすじ）
演：山崎一
新政府軍の大軍監、香川敬三に流山に布陣する正体不明の軍の情報を告げる。

#### 長州藩
桂小五郎（かつら こごろう）
（桂小五郎→木戸貫治→木戸孝允）
演：石黒賢
近藤、土方とは江戸で出会う。試衛館の近くの練兵館の道場にいる関係で、試衛館に道場破りが現れた時に良く手助けをしていた。佐久間象山、龍馬、近藤、土方と共に黒船を見に行く。江戸滞在の時はやや嫌味なところもあったが近藤に好意を持っていて、近藤の婚儀にも参列する。近藤が浪士組に参加した時には「できれば止めて欲しかった」と残念がる。
後に新選組とは京都で再会する。中盤以降長州藩士のまとめ役としての役割を担うようになる。池田屋の時には陰謀に反対する。佐久間象山から酒を届けに来た捨助に雇ってくれるよう頼まれるが、あっさり断る。しかし、その際に捨助が桂の膳をひっくり返してしまい、桂は着替えるため一旦藩邸へ戻ることになり難を逃れることになる。池田屋から逃れてきた望月亀弥太を追い返し、長州藩がこの事件に関わりのないことを示そうとする。新選組に見つからぬよう変装して行動するも顔までは変えられないため大概見破られてしまう。禁門の変の後は京を離れるが、久坂、寺島の遺髪を届けに来た捨助を京の情報を伝える連絡役として雇う。のち木戸貫治（きど かんじ）、さらに孝允（たかよし）と改名。薩長同盟締結後はほとんど出番がなくなり、わずかに最終回に顔を見せた。そして近藤勇が打首になることを幾松に語り、「徳川家の家臣で最後まで忠義をつくしたのはあの男」と述べた。
久坂玄瑞（くさか げんずい）
演：池内博之
長州藩の秀才。京で足利三代木像梟首事件を起こす浪士たちを唆すなど尊王攘夷活動を行う。徳川家茂が上洛した時に「いよ！征夷大将軍」と声をかけた高杉晋作に怒った壬生浪士組と一触即発になるが、桂小五郎の取りなしにより回避される。八月十八日の政変では、堺町御門で会津藩に御所に入ることを阻止される。都を追われた後、長州急進派を率いて再度上京する。しかし、敗色が濃くなり、鷹司輔熈に帝への取次を嘆願されるも、断られる。主君を朝敵にしてしまい、帝への嘆願も断られたことから寺島忠三郎とともに鷹司邸で自害する。その際、鷹司邸になぜか居合わせた捨助に遺髪を桂小五郎へ届けるよう依頼する。
吉田稔麿（よしだ としまろ）
演：佐藤一平
池田屋の会合に参加。桂に計画を語る。
寺島忠三郎（てらじま ちゅうさぶろう）
演：加藤大治郎
禁門の変に参加。久坂玄瑞と共に鷹司邸で自害する。久坂と同じく捨助に遺髪を桂小五郎へ届けるよう依頼する。
入江九一（いりえ くいち）
演：渡辺航
禁門の変に参加。久坂から帰国して主君に事の次第を伝えるように頼まれる。
仙波甲太郎（せんば こうたろう）
演：宅間孝行
禁門の変以降も京に残留する長州藩士のリーダー格。桂との連絡役をつとめていた捨助に桂の居場所を聞き出そうとするが、中々教えてもらえない。ようやく彼の手引きで桂に会ったが、帰国する桂に京に残るように命ぜられ、新婚であることを理由に餞別の金を渡される。しかし直後に新選組に見つかり、桂を逃そうと盾になる。奮戦の末、新選組の松原忠司に斬られるが、息絶えそうになりながら金を妻のお初に渡すように頼む。その死はやがて松原とお初を、壬生心中と呼ばれる悲劇へといざなうこととなる。
三吉慎蔵（みよし しんぞう）
演：荘司優希
長州藩の支藩の長府藩士。薩長同盟を結ぼうと上洛した坂本龍馬の護衛を行う。寺田屋に宿泊中襲われた坂本と共に戦う。

#### 薩摩藩
西郷隆盛（さいごう たかもり）
（大島吉之助→西郷吉之助→西郷隆盛）
演：宇梶剛士
薩摩藩軍賦役。轟くような豪快な笑い声が特徴。のん気そうな図体に似合わぬ権謀術数に長けた人物。当初は大島吉之助（おおしま きちのすけ）の名で登場。近藤が禁門の変の勝利の後、天王山に長州勢が残っていることを近藤に告げ、新選組は天王山に向かうことになる。勝海舟の紹介により坂本龍馬と出会い、その際に長州を潰さないように頼まれ、その後、薩長同盟が結ばれる。しかし、戦により徳川を完全に潰さねば新たな日本は生まれないと考え、佐々木只三郎を利用して龍馬を暗殺させた。勝と江戸の薩摩藩邸で談判し、江戸城の無血開城を実現した。有馬から近藤の助命を嘆願されたが、亡くなった志士たちと生き残った者の恨みを近藤に一身に受け止めてもらうと退けた。
その一方で、自分達の理念の為とはいえ、知己であった坂本や近藤をそれぞれ亡き者とする事を惜しみ、悔やむ節も見せていた。
有馬藤太（ありま とうた）
演：古田新太
銃火器が主流となっている薩長軍の中でも剣の稽古を重ねる男。香川の命により流山に布陣する近藤勇と出会う。そして、兵の調練の場に案内した「大久保大和」と名乗る者が近藤であることを確信し探りを入れるが、近藤と語り合ううちに互いに真の武士と認め合い、見逃そうとする。
しかし、部下の一人が京で大久保を見たことがあると言ったために、本陣に来るように告げる。そして敵ながら一軍の将として遇すべき近藤を、一時の感情で罰することに反対、近藤の力になろうとした。そして西郷にも近藤の助命を嘆願した。しかし、その行為を余計なことと受け止めた香川、谷から宇都宮へ向かうように命じられる。
伊牟田尚平（いむた しょうへい）・神田橋直助（かんだばし なおすけ）
演：中村まこと（伊牟田）・小林健一（神田橋）
清河八郎に呼応して永倉たちとヒュースケンを暗殺しようと目論む。
高崎左太郎（たかさき さたろう）
演：政岡泰志
八月十八日の政変を前に会津藩との連絡役を務める。
大久保利通（おおくぼ としみち）
（大久保一蔵→大久保利通）
演：保村大和
捨助を囮にして寺田屋から薩摩藩邸に行こうとする坂本龍馬を保護する。しかし、大政奉還で薩摩が主導権を握れなくなることを恐れ、西郷とともに坂本龍馬の排除を目論む。そして伊東甲子太郎をたき付け近藤暗殺を請け負わせる。伊東甲子太郎亡き後は、御陵衛士の残党に近藤を亡き者にするため薩摩が手を貸すと唆す。徳川との決戦にそなえ諸侯を味方につけるべく菊の紋の利用を発案、自軍に錦の御旗を持たせた。
黒田了介（くろだ りょうすけ）
演：峯尾進
薩長同盟を仲介した坂本龍馬と中岡慎太郎が、桂小五郎と西郷の会談を行うよう計らったが、西郷は来ずに京へ向かい、彼が代わりに来たことで桂を激怒させてしまう。『新選組!! 土方歳三 最期の一日』では、五稜郭総攻撃の司令官（参謀）として名前のみ登場する。

#### その他
佐久間象山（さくま しょうざん）
演：石坂浩二
松代藩士。自他ともに認める天下一の軍学者だが、反面人の心を逆撫でする無神経な物言いが多い。渾名をつける名人を自称し、近藤を「鬼瓦」、土方を「木綿豆腐」、捨助を「般若」、井上を「タクワン」と名付ける。
第1回での黒船来港の際、藩命で黒船を見に行き、桂や坂本も同行することになっており、坂本の手引きで近藤・土方に初めて出会う。「見たことがないものはやはり見たい」という近藤の好奇心を理解して同行を許し、二人を人足を装って伴わせる。その際、近藤に対し「人は生まれてから最初の10年は、己の事だけを考える。そして次の10年は家族の事を考える。20歳になってからの10年は、生まれた国の事を考える。そして30になったら日本の事を考える。40になったら世界の事を考える。今は多摩のことだけを考えていればよろしい。ただし10年後に日本の事を考えなければならなくなった時に正しい判断が出来るように、今から勉強せよ」と諭す。また維新の功労者となる桂にも「まことの攘夷とは諸外国と互角に渡り合うためにまずは開国し力をつけることだ」と説いた。
その後、安政の大獄で松代に蟄居するが、その後赦され勝海舟の家で坂本龍馬の誘いで訪れていた近藤と再会する。しかし、近藤のことは覚えておらず、改めて「鬼瓦」と名付け近藤を呆れさせる。また、そこでシャンパンのコルクを持っていた近藤に「そんなものをとっておくんじゃない。西洋の物ならなんでもありがたがる。昨今最も恥ずべき風俗じゃ！」と一喝する。
京で近藤に三たび再会。その時も最初は近藤を思い出せなかったが「その顔を見ていて思い出した。黒船からフラッグを奪おうとした小僧が、今や新選組の局長か」と喜んだ。そして、まさの店にいた滝本捨助を従者にし、「般若」と名付けた。「己を信じていきたまえ」と遺言めいた激励を送り、井上には「沢庵（井上のこと）、鬼瓦のことを頼んだぞ」と語り別れた直後河上彦斎に斬られる。
その際、「ワシほどのものを殺す男の名を知りたい」と河上の名を尋ね、河上が返答するとさらに「カワは三本川かさんずいか」とまで聞いており、死ぬ瞬間まで好奇心の固まりであった。
橋本左内（はしもと さない）
演：山内圭哉
福井藩士。佐久間象山門下で坂本龍馬と共に学ぶ。近藤とは江戸で坂本龍馬の紹介で出会う。幕府の公儀隠密に目をつけられており、場所を変えて試衛館に案内され、そこで坂本と天下国家の行く末について語り合い、耳を傾けていた近藤を驚かせる。当時安政の大獄で幕吏に追われていた。
広岡子之次郎（ひろおか ねのじろう）
演：橋本じゅん
水戸脱藩。試衛館に入門したが、稽古代を一度も納めずにいた。試衛館を立て直すために長期滞納者である広岡を訪ね、取り立てに来た近藤勇は、同じく広岡の借金を取り立てに来た山口一（斎藤一）と出会うことになる。稽古代に頓着しない近藤に対し、山口は今日中に借金の返済に食い下がるが、同郷である芹沢鴨が見逃し、近藤と3両の借金を肩代わりをする。天然理心流が実際の戦向きの剣法であり、攘夷派の水戸藩への弾圧を強める大老・井伊直弼を襲撃する目的であった。広岡は死を覚悟しており、そのため女と遊ぶなど方々で返すあてのない借金を作った。近藤も坂本龍馬の仲介でたまたま訪れていた山南敬助からその真意を汲み取る。そして翌日桜田門外の変に参加して戦いの中で深手を負い、酒井雅楽頭屋敷前で自刃する。事態を聞きつけた近藤は広岡の遺体を見つけると、手を合わせて弔った。
稲田重蔵（いなだ じゅうぞう）
演：山下大輔
水戸脱藩。桜田門外で井伊直弼を襲撃し、その場で討ち死に。襲撃側唯一の戦闘現場での死者である。
伊藤軍兵衛（いとう ぐんべえ）
演：光石研
松本藩士。藩の命令により高輪の東禅寺の護衛を行っていた。土方の不在中に石田散薬を求めに試衛館を訪れる。近藤、原田、井上、沖田みつと共に東禅寺に行くことになる。しかし軍兵衛は桜田門外の変以降多発した攘夷派による外国人への襲撃を護衛する激務により精神を病んでおり、護衛の役目を外されていた。実際には松本藩としては石田散薬を購入する意志はなく、近藤らと宴会をしていたイギリス人水兵達を殺害し、第二次東禅寺事件を引き起こした。
真木和泉（まき いずみ）
演：大谷亮介
久留米水天宮神主、学習院御用掛。孝明帝の大和行幸を画策する。禁門の変を主導し、京に攻め込むが、天王山で「わしらが正しいか、お前たちが正しいか、いずれ時代が明らかにしてくれる」との言葉を残し立ち腹を切る。
古高俊太郎（ふるたか しゅんたろう）
演：中山俊
京で枡屋喜右衛門を名乗り商家を営んでいたが、実は近江郷士で、長州藩や尊攘派浪士との陰謀の舞台となっていた。新選組に踏み込まれて捕縛され、拷問されるもなかなか口を割らなかった。しかし、業を煮やした土方により蝋燭や五寸釘をつかった激しい拷問を受けたため、尊攘派による挙兵計画を自白する。
宮部鼎蔵（みやべ ていぞう）
演：四方堂亘
肥後脱藩。古高俊太郎の家に潜伏し、京で長州藩など尊攘派復権のために密謀を企てる。新選組に古高を捕縛されると古高救出と新撰組屯所の襲撃を画策するが、新撰組に池田屋を襲撃され、永倉に斬られて深手を負う。尊攘派が壊滅した後近藤と対峙し、投降を求められるが拒絶する。近藤に「わしらの後には、何千、何万の志士が続く。お前はそれを尽く斬るつもりか」と尋ね、「斬る」と答えた近藤に時代の流れを説き「愚か」と断じる。近藤は一切ひるまず応じ、宮部は斬られる。
河上彦斎（かわかみ げんさい）
演：高杉亘
肥後藩士。京で佐久間象山を暗殺する。
板倉槐堂（いたくら かいどう）
演：舟田走
土佐の浪士を支援する人物。近江屋に泊まっていた坂本、中岡が暗殺される直前に訪問し、掛け軸を贈る。
大場一真斎（おおば いっしんさい）
演：佐渡稔
水戸藩家老。二条城の警備に当たっていた。新遊撃隊御雇として同様に二条城警備を慶喜から命じられた新選組を拒否し、京での暴れぶりを愚弄する。しかし、近藤に「我らがときに仲間を失いながら死力を尽くして戦ってきたこの5年間、お手前方はご公儀のため命を賭けたことが一度でもあったのか！」と一喝される。
渡辺久郎左衛門（わたなべ くろうざえもん）
演：佐藤拓之
彦根藩士。流山で有馬に京で大久保と名乗る男を見たことがあると告げる。本陣に近藤を連れて帰る前に、有馬に先に本陣に戻るよう命じられる。
香川敬三（かがわ けいぞう）
演：松本きょうじ
水戸藩士、大軍監。流山で滞在していた新選組の残党の元に有馬藤太を派遣する。近藤勇を尋問する。そして、刑の期日と執行を告げる。

### 会津藩
松平容保（まつだいら かたもり）
演：筒井道隆
京都守護職、会津藩主。清廉な君子で、京の治安維持に力を尽くし、孝明天皇からの信頼も厚かった。京に残留した浪士組を近藤たちの嘆願を聞き入れ会津藩の預かりとした。近藤を心から信頼し、浪士組に「新選組」という名前を与える。壬生の相撲興行の際には町人に扮して観戦に訪れた。近藤勇に不満を持っていた永倉新八が建白書を提出した際には仲裁を行った。近藤が官軍に捕らえられ斬首されることになったときは「近藤の仇は必ず討つ」と誓い、斎藤に名刀虎徹とともに首の奪還任務を託している。
広沢富次郎（ひろさわ とみじろう）
演：矢島健一
公用方。松平容保が近藤、芹沢と対面する時に同席する。取次役として新選組の面倒を見る役割をつとめる。強請たかりを行っている芹沢を注意したところ「会津藩がろくに金を出さないからだ」と言われてしまう。大和屋の一件の後に「芹沢をなんとかしろ」と近藤、土方に命じる。王政復古の大号令の後の混乱では、薩摩との戦を回避するよう容保を説得するように近藤に頼む。
秋月悌次郎（あきづき ていじろう）
演：堀部圭亮
公用方。近藤たち浪士組が会津藩の預かりとなるのを嘆願した際、浪士が浪士を取り締まるのは妙案と賛成する。小森とは近藤達の処遇などで対立していたが、近藤が江戸行きを命じられた際に、会津に戻ることになった事を明かした。その際近藤に別れを告げるとともに容保や京の事を託した。
小森久太郎（こもり きゅうたろう）
演：荒木優騎
公用方。近藤たち浪士組が会津藩の預かりとなるのを反対する。池田屋の変の時には会津藩が巻き添えになるのを嫌い出陣しようとせず、事件が片づいたあとにようやく現れた。しかし、王政復古の大号令の後の混乱では、「今まで新選組につらくあたってきたのは、会津藩を思ってのこと。お主だけが頼りだ」と薩摩との戦を回避するよう容保を説得するように近藤に頼む。
手代木直右衛門（てしろぎ すぐえもん）
演：原康義
佐々木只三郎の兄。鵜殿や佐々木に近藤たち京都へ残留する浪士を江戸に連れて帰るように懇願する。しかし会津藩が近藤たちの後ろ盾になるよう嘆願書を取り次ぐ。
林権助（はやし ごんすけ）
演：三谷昇
砲兵隊長。鳥羽・伏見の戦いの際、まるで戦国時代のような旧式の鎧冑姿で参戦し、土方に「いつの時代の人間だよ」とぼやかれる。戦が始まると、薩長軍の火力の前に傷を負い担架で運ばれていった。

### 幕府
徳川慶喜（とくがわ よしのぶ）
（一橋慶喜→徳川慶喜）
演：今井朋彦
14代将軍・家茂が亡くなった後に将軍後見職として登場（それ以前も、史実解説などで名前が語られていた）。才気溢れる人物ではあるが、それゆえ自身の利や体裁の繕いに走る傾向が強く、前言を翻すことを度々行っており、松平容保をして「知らなかったとは決して口にされないお方」と言わしめるほど。最初はなかなか将軍にはなろうとしなかったが、間もなく15代目征夷大将軍となる。固辞し続けた結果、それでも朝廷から要請されて就けば、思い通りに政を動かせるだろうとの算段による。長州征伐を主導したと思えば、突然取りやめる。大政奉還も薩長の裏を掻こうとした一環で、朝廷や諸藩では政は回らないだろうと思ってのことである。しかし、王政復古の大号令で後手に回る。鳥羽・伏見の戦いで錦の御旗を掲げた官軍の報せを聞き、松平容保、定敬を伴い、江戸へ船で早々に引き揚げる。これによって新選組を含め、幕府軍は上方に置き去りにされてしまい、大惨敗を喫してしまった。後に勝海舟から自分の不手際を責められた際には「足利尊氏のように、朝敵になるわけにはいかない」と自己弁護した。そして、勝の進言に従い、恭順する。
佐々木只三郎（ささき たださぶろう）
演：伊原剛志
旗本としての誇りと気概に満ちた人物。近藤の力量は評価しながらも百姓出であることから完全には認めていない。近藤とは、講武所で松平主税助との面会の席で出会った。その際、「講武所にはあまり期待しない方が良い」と教えた。講武所教授方見習の話が流れて、嘆願のため講武所に訪れた際には、近藤に「お主は武士ではない」と言い放つ場面もあった。浪士組が結成され、浪士組取締として京へ向かうが清河と対立、浪士組を離れた。このとき、後ろ盾をなくした近藤たちを鵜殿の命により会津藩の預かりとなるよう、兄の手代木直右衛門を通して嘆願書を取り次ぐのを手伝う。京から一旦離れる際は近藤の志を讃えた。浪士組帰還後に、清河を一部の同心とともに暗殺する。
後に直参の集まりである京都見廻組を結成、与頭勤方となるが土方からは嘲笑された挙句、「俺たち新選組に対抗して、名付けたんですか」と言われてしまう。とはいえよせ集めにすぎない新選組にとっては格上のライバルとなる。警護区域の分担などでは争いとなるも、近藤の力は認めていた。徳川の行く末に危機感を覚え、大政奉還の発案者である坂本龍馬を、幕府と敵対する西郷隆盛ら薩摩が龍馬の死を望んでいると知りつつ、暗殺する。鳥羽・伏見の戦いの前には主戦論を主張し、近藤と意見が対立する。味方が総崩れになるなか単身銃弾の嵐の中を突撃、銃弾に倒れる。大坂城に送られ、近藤に徳川家の行く末を託して息を引き取る。
勝海舟（かつ かいしゅう）
演：野田秀樹
通称・安房守。人を食ったような性格。べらんめえ口調で、江戸のことで知らない事はないと豪語する。坂本龍馬を弟子にし、その縁で近藤と出会う。佐久間象山との議論の場で、松平主税助に講武所教授方見習として推挙されたはずが、突然断られた話をする近藤に、百姓の出身だから主税助が採用を取りやめたという話をする。
後に軍艦奉行、陸軍総裁を歴任。江戸に退いた慶喜に対しても、臆せず「上様が退かれた以上、この後は海軍力を駆使すれば勝てますが、もはや大義名分も民の支持もない無意味な勝利でしかない」との旨を言い一喝する。そして、まだ新選組などがいる限り盛り返せる機会があると述べる松平容保、定敬に「新選組は時代遅れの剣術屋」とし、時代の流れと諸外国の危険性を述べ、慶喜に恭順を勧める。幕府瓦解の際には陸軍総裁として近藤に甲陽鎮撫隊を率いて甲府を守ることを命じるが、それは江戸を戦場にしないよう、体よく追い払うためであり、甲陽鎮撫隊という名前も新撰組にこれ以上人が集まることを避けるためのもので、彼にとっては「取って付けたような名前」でしかなかった(ただし近藤からはすぐにその本心を見抜かれており、勝自身も負い目を感じていた)。西郷と江戸の薩摩藩邸で談判して江戸城無血開城を実現させる。流山で捕らえられた近藤を救うべく訪れた土方に、助命嘆願書を書くよう請われるが、近藤の死の意義を説き拒絶、榎本と共に北で戦えと諭す。そして、近藤を武士らしく切腹させてやりたかったという山岡には「武士らしく死ぬってなんだよ。大事なのはどう生きたかだ。あれはまぎれもない武士だよ。しかも最後のな」と称えた。
内山彦次郎（うちやま ひこじろう）
演：ささきいさお
大阪西町奉行所与力。京大坂で強請を行う浪士組に反感を持つ。大坂で浪士の取締を行った浪士組の行為を近藤に越権行為だと非難し、「東から来た浪人上がり」と見下した対応をする。北新地で芹沢たちとトラブルを起こした小野川部屋の力士に報復をけしかけ、その力士達が返り討ちにされた事を知ると、浪士組を厳しく断罪すべきと強硬論を唱えるが、配下の手代から浪士組の背後に会津藩がついている事を諭された事で、渋々引き下がった。その後山崎の調べで油商人と結託して値をつり上げていることが発覚した。そのことを土方に問い詰められると、報復として斎藤一を捕縛する。京都守護職の手により斎藤は釈放されたが、その後訪れた近藤に「新選組はこの内山がつぶす」と遂に真っ向から宣戦布告。対する近藤からも「内山様のような方がいる限り、徳川幕府に明日はない」と反駁され、両者の対立は決定的となる。その後、新選組により襲撃されて沖田の剣に倒れるも、悪あがきとして刀を投げつけ、さらにはピストルを持ち出したが、因縁のあった斎藤に背後からとどめを刺され、絶命。この事件も幕府に不満を持つ者たちの仕業に偽装されたが、永倉は、大坂に出向いた際に「内山は新選組に殺された」という噂を耳にしたと語っており、近藤に事実なのか確認している（後に芹沢暗殺が暴露されているが、内山についてはどうなったのかは描かれずに終わった）。｢新選組！スペシャル｣には登場しない。
永井尚志（ながい なおゆき）
演：佐藤B作
大目付、のち若年寄格。長州処分を決めるため、広島に向かう。その際に近藤、伊東達も広島へ向かう。しかし長州藩との交渉は決裂する。大政奉還の後に坂本龍馬の訪問を受け、徳川慶喜を中心とする政権構想を聞いたことから、坂本が徳川にとって必要な人物と認識し、幕臣に反感を持たれていた坂本を守るよう、近藤に指示する。王政復古の大号令の後は、見廻組を新遊撃隊、新選組を新遊撃隊御雇とした編成替えを伝える。しかし、近藤は二条城から伏見への配置換えを永井に命ぜられた際、新遊撃隊御雇の名を返上した。鳥羽・伏見の戦いの後は、近藤に慶喜が江戸に戻ったことを苦々しげに告げる。
『新選組!! 土方歳三 最期の一日』では箱館奉行として登場。土方はじめ新選組の隊士たちに生き延びるべきと説く。最終的には新政府軍に敗れるのが確定する中、それまで共に戦ってきた者達に向けて、生き延びる道を作るべく降伏のための交渉に取り掛かる旨を言う。
榎本武揚（えのもと たけあき）
演：草彅剛（新選組!）/ 片岡愛之助（新選組!! 土方歳三 最期の一日）
新選組が上方から江戸に引き揚げる際、軍艦頭として登場。徳川慶喜・松平容保らを乗せた開陽丸の出航に乗り遅れ、富士山丸で幕府軍の負傷兵を回収して江戸に脱出する時、鳥羽・伏見で敗走した新選組と乗り合わせる。その際、榎本の洋装に興味を示した土方は「その服、どこで手に入れました」と尋ねた。これに触発されたのか、近藤や沖田らが訝しむのも頓着せず、土方は以降洋装で過ごすことになる。のち海軍副総裁。
大鳥圭介（おおとり　けいすけ）
演：吹越満
伝習隊隊長。土方歳三最期の一日オリジナルキャラクター。土方とは戦術の方針を巡ってよく揉めている。しかし、勝ちたいという思いは誰よりも強く、最後は土方と協力していたが土方の戦死を知ると函館の地形の模型を壊して悔やんだ。
市川宇八郎（いちかわ うはちろう）
（市川宇八郎→芳賀宜道）
演：八十田勇一
松前脱藩。永倉とは松前藩の時からの友人。ヒュースケン襲撃の実行犯の1人で、ヒュースケンの訪問先に居合わせた近藤や土方を捕らえた。この時仲間であった永倉によって、2人は救われた。近藤に諭された永倉の寝返りによって、襲撃も失敗し、宇八郎らは報酬をふいにする。浪士組結成の際には病床にあり、先が長くないと悲観した宇八郎は将来を約束したおそのの後事を永倉に託す。
後に永倉が潰走した甲陽鎮撫隊で近藤と訣別し、原田と共に江戸に戻っていた時に再会、その際は芳賀宜道（ぎどう）と名乗っている。永倉らを結成したばかりの靖兵隊に誘った。この時、近藤が捕らえられたことを教えたが、近藤と新選組の悪口を言ったところ、永倉に叱責される。
井沢（いざわ）
演：清田正裕
大阪西町奉行所与力。
松本良順（まつもと りょうじゅん）
演：田中哲司
西洋医学所頭取。隊士募集と老中への対面のために江戸に戻った近藤に、沖田の病を相談される。その際に苦しみを和らげる薬を近藤に与えるが、西洋医学の先進性を説明し、攘夷の是非を問い掛ける。
その後、将軍・家茂に従い上洛した際に、新選組の健康診断を行う。その際に、沖田の病を労咳と診断、山崎には刀疵の縫合の術を伝授する。御陵衛士によって伏見街道で受けた近藤の銃創も治療する。鳥羽・伏見の戦いの後には負傷兵の治療を行う。
竹中重固（たけなか しげかた）
演：菊池均也
若年寄並、陸軍奉行。鳥羽・伏見の戦いの前に「伏見奉行所を見渡せる御香宮を押さえるべき」と進言した永倉新八の意見を徳川軍総勢一万五千の数をたのみにと退ける。しかし薩摩勢の銃撃に抗しきれず退却する。
柳（やなぎ）
演：藤井秀剛
佐々木只三郎の部下。殿内と佐々木との取次役を佐々木に命じられる。
松浦安左衛門（まつうら やすざえもん）
演：森田ガンツ
幕臣。捕縛された佐久間象山を尋問する。
小松（こまつ）
演：ビビる大木
菜葉隊士。新選組が甲陽鎮撫隊として甲府に向かうよう命じられた道中の多摩で、故郷に錦を飾った際に設けられた宴に、土方の命によって捨助が連れて来た。小松曰く、隊の規模はおよそ1,600人らしいが、援軍を約束したものの永倉曰く多摩でもたもたしていた内に甲府城を奪われたことで劣勢に立たされた甲州勝沼の戦いに菜葉隊は1人として現れず、土方が要請に出向いたが結局は参戦しなかった。そしていよいよ永倉は近藤に戦線から後退させるべきと主張したが、援軍を期待し戦場に留まる近藤と意見が決裂し試衛館以来の仲間であった永倉と原田の離脱を招いた。
松平定敬（まつだいら さだあき）
演：高橋一生
桑名藩主。松平容保の実弟。京都所司代として守護職の兄を助ける。
松前伊豆守（まつまえ いずのかみ）
演：大石継太
老中格。江戸に戻った近藤と対面する。将軍自らの長州征伐を訴える近藤に、「旗本たちに出す支度金が出ない」と後ろ向きな返事をする。

### 朝廷
孝明帝（こうめいてい）
演：中村福助
第121代天皇。攘夷を願っているが、過激なことは好んでいなかった。京の治安を守る松平容保を何よりの頼みとし、錦の衣を与え陣羽織を作らせた。14代将軍家茂の死後、後を追うように亡くなった。その死は新選組の将来に大きな影響を与えた。
岩倉友山（いわくら ゆうざん）
（岩倉友山→岩倉具視）
演：中村有志
後の岩倉具視（ともみ）。一時は公武合体を画策したため尊攘派に狙われ、洛北岩倉村に蟄居していた。桂・西郷からもその実力を頼られたほどの人物。その後薩長と手を組み復権した。大政奉還を成功に導いた後の坂本龍馬を始末すべきと西郷、大久保に語る。そして、今後の新政府について意見を求めたことに対し発言した伊東甲子太郎の大開国策を新選組にいた過去を理由に封じ、冷遇する。鳥羽・伏見の戦いの前には西郷、大久保を前に弱気になる。しかし、岩倉が持っていた菊の鈴がきっかけで錦の御旗を作るよう大久保が意見具申する。
中川宮（なかがわのみや）
演：浜口悟
皇族。八月十八日の政変に参画する。
鷹司輔熈（たかつかさ すけひろ）
演：立川三貴
関白。長州藩に同情的な公家であったが、禁門の変の際には御所に向けて発砲したことを理由に久坂玄瑞に帝への取次を断る。
中山忠能（なかやま ただやす）
演：仲恭司
八月十八日の政変に参画する。
明治天皇（めいじてんのう）
演：中川景四
第122代天皇。王政復古の大号令を発令する。

### その他市井
植木屋平五郎（うえきや へいごろう）
演：島田順司
甲陽鎮撫隊から江戸に戻った総司が療養先に選ぶ。総司とお孝に笑顔で「お二人は本当に仲がよいですね」と声をかける。
お琴（おこと）
演：田丸麻紀
土方歳三と見合いをする。しかし、「嫁を貰うつもりはない」と突き放されるものの、土方に押し倒され関係を持つ。当時としては普通の感覚を持っていた一途な女性で土方に惚れ込み、結婚を望んでいたが、束縛されることを嫌う土方が応じることはなかった。それでも土方を忘れられずに、浪士組結成の際にも土方を捜し求める。捨助をだまして50両を巻き上げた土方が捨助を殴り倒し気絶させているところを目撃する。そして土方に近くの寺に連れ込まれ押し倒された。
甲陽鎮撫隊として多摩に戻った土方と再会する。しかし、その時は多摩でも指折りの金持ちと結婚した後であった。そして抱きしめようとする土方に心とは裏腹に罵り追い返す。
小野川秀五郎（おのがわ ひでごろう）
演：瑳川哲朗
大坂小野川部屋親方。冷静かつ良識的な性格で、小野川部屋の力士猪熊が芹沢に傷を負わされた時は、報復を申し出る力士達に「奉行所に届けて沙汰を待つ」と諭す。
しかし、これを機に浪士組の壊滅を目論んだ内山によって力士達が唆された事で、再び乱闘が起き、熊次郎が殺されるなど大きな被害を受けた。後に謝罪に訪れた近藤の実直な人柄に感心し、自ら和解を申し出た上、熊次郎の弔問を希望した近藤を快く受け入れた。
熊川熊次郎（くまかわ くまじろう）
演：舞の海
小野川部屋の力士。猪熊が斬られた時、大坂町奉行所の与力・内山彦次郎に届け出る。その後、内山に唆され浪士組への報復の先頭に立つも、芹沢に真っ先に斬られる。
黒神（くろがみ）
演：大至
小野川部屋力士、大坂横綱。大坂での乱闘騒ぎ後、仲直りのために行われた壬生の相撲興行で活躍する。
猪熊喜一郎（いのくま きいちろう）
演：割石秀樹
小野川部屋の力士。芹沢に北新地の橋の上で手傷を負わされる。
おしず
演：乙葉
土方歳三の恋人だったが、代わりに別れを告げに来た島崎勝太を一発殴る。
お富（おとみ）
演：木村多江
ヒュースケンの恋人であるが、浪士たちにヒュースケン襲撃の場所として居所を狙われる。玉子焼きをつくってヒュースケンを待っていた。
月廼屋仲助（つきのや ちゅうすけ）
演：福永幸男
お琴の父。お琴と土方の見合いの席に同席する。
月廼屋清蔵（つきのや せいぞう）
演：農崎裕二
お琴の兄。お琴と結婚する意思がない土方を「妹をもてあそんだ」と激怒し報復する。
小六（ころく）
演：亀山忍
博打打ちの頭。斎藤一が京での放浪時代に知り合う。斎藤が壬生浪士組に入隊してからもつきまとい、縄張りを広げるため斎藤へ助っ人を頼む。大坂でもつきまとっていたが、永倉に「斎藤はもうお前達とは会わん」と告げられる。その後、大坂で商家を襲ったところ捕まり、内山の前で「新選組に昔の仲間がいる」と白状してしまい、斎藤は内山により捕縛されてしまう。
とみ
演：太田あやか
板橋の豊田家の少女。近藤の幽閉されていた部屋に来る。近藤がげんこつを口に入れたのを見て無邪気に笑う。近藤は、その姿に鞠をついていた娘のたまの面影を重ねる。
おゆみ
演：井上裕季子
まさが泣いている茂をあやしている前で「本当にお腹をよく減らす子や、誰に似たんか知らんけど」と言う
そば屋の主人
演：木村祐一
第6回で近藤と土方が立ち寄ったそば屋「千曲屋」の主人。
そば屋の女将
演：城山未帆

### 外国人
ヒュースケン
演：川平慈英
アメリカ公使館通訳。オランダ語・ドイツ語・英語・フランス語に精通し、日本語も堪能。日本の美しさを心から愛している。お富の家に行く途中、近藤と土方から浪士たちがお富の家でヒュースケンを闇討ちしようとしていることを告げられると共に、日本から外国人は立ち去るように懇願される。しかし、近藤と土方に謝意を表しながらもお富に危険が迫っているのを見捨てるわけにはいかないと、お富の家へ向かい、近藤らの懇願に対し、日本人は井の中の蛙であってはならないという持論を語る。近藤と土方は浪士を説得しようとしたが永倉のみ同意し、ヒュースケンを浪士たちから守った。その後、自分はいずれ日本人に斬られるだろうと語った。
ハリス
演：マーティ・キーナート
アメリカ駐日総領事。駕籠で移動中、近藤と土方に目撃される。近藤からは「鼻でかい」と言われた。

## スタッフ
- 作：三谷幸喜
- 音楽：服部隆之
- テーマ音楽演奏：NHK交響楽団
- テーマ音楽指揮：広上淳一
- テノール独唱：ジョン・健・ヌッツォ
- 演奏：フェイス・ミュージック
- 時代考証：大石学、山村竜也
- 建築考証：平井聖
- 衣装考証：小泉清子
- 音楽考証：奥中康人
- 殺陣武術指導：林邦史朗
- 所作指導：西川箕乃助
- 邦楽指導：本條秀太郎
- 副音声解説：佐久田脩
- 資料提供：三野行徳、開陽丸、ハウステンボス、総本山長谷寺、南観音山保存会、德川記念財団
- 題字：萩野丹雪
- 版画：木田安彦
- 京ことば指導：井上裕季子
- 土佐ことば指導：岡林桂子
- 薩摩ことば指導：西田聖志郎（本編にも出演）
- 御所ことば指導：堀井令以知
- 茶道指導：鈴木宗卓
- 医術指導：中村毅志夫
- 天然理心流指導：宮川清蔵、平井泰輔
- 壬生狂言指導：八木喜久男
- 都々逸指導：西川扇十郎
- 料理指導：氏家節男
- 撮影協力：京都府、京都市、茨城県、茨城県伊奈町、千葉県フィルムコミッション、千葉県立房総のむら、会津若松市フィルムコミッション、大本山金戒光明寺、茨城県八郷町、姫路フィルムコミッション、亀山御坊本徳寺、茨城県つくば市、粟生総本山光明寺、大本山妙心寺、高台寺、伏見稲荷大社、大覚寺、ハウステンボス、茨城県水海道市、神奈川県小田原市、西さがみフィルムコミッション、茨城県那珂町、福島県下郷町、高幡不動尊金剛寺
- 語り：小寺康雄アナウンサー（アバンタイトル）、沢口靖子（総集編）
- 制作統括：吉川幸司
- デスク：青木信也
- サブデスク：吉岡和彦、屋敷陽太郎
- 美術：山下恒彦、岡島太郎、山内浩幹
- 技術：大沼雄次、佐々木喜昭
- 音響効果：米本満、小野寺茂樹、石川恭男
- 記録：野田茂子
- 編集：岩崎幹子
- 撮影：小笠原洋一、永野勇、平野拓也、杉山吉克
- 照明：大西純夫、中村正則、関康明
- 音声：山賀勉、冨沢裕、野原恒典、上村悦也、金子泰三、鈴木清人、寺島重雄
- 映像技術：竹内利夫、寺島朗、谷本将広、加藤貴成、大西康仁、釣木沢淳、田淵英明、横田幹次
- 美術進行：松谷尚文、田中裕、峯岸伸行、西本幸司、佐藤綾子
- 演出：清水一彦、吉川邦夫、伊勢田雅也、山本敏彦、吉田浩樹、小林大児、土井祥平、清水拓哉
- 制作補・演出補：田代昌久、岩城教一郎、鈴木英雄、山田哲也
- デスク補：森崎陽子
- 番組広報：竹中順一、栗田裕
- 編成リソース：細谷卓司
- 考証資料：大森洋平

### 新選組を行く
- 語り：伊東敏恵
- テノール独唱：ジョン・健・ヌッツォ
- ピアノ演奏：山形眞子（最終回のみ）

## 撮影地
- ワープステーション江戸（茨城県つくばみらい市）
- 千葉県立房総のむら（千葉県印旛郡栄町）
- 金戒光明寺（京都市左京区）
- 亀山本徳寺（兵庫県姫路市）

## 放送

### 放送日程
| 放送回                                                    | 放送日   | 題                 | 作品内の日付                   | 演出       | 新選組を行く                  |
| --------------------------------------------------------- | -------- | ------------------ | ------------------------------ | ---------- | ----------------------------- |
| 第01回                                                    | 01月11日 | 黒船が来た         | 元治元年4月29日 嘉永7年1月24日 | 清水一彦   | 浦賀とペリー来航              |
| 第02回                                                    | 01月18日 | 多摩の誇りとは     | 安政4年10月13日                | 清水一彦   | 近藤勇の故郷・調布市          |
| 第03回                                                    | 01月25日 | 母は家出する       | 安政5年8月14日                 | 清水一彦   | 土方歳三の故郷・日野市        |
| 第04回                                                    | 02月01日 | 天地ひっくり返る   | 安政7年3月2日・3月3日          | 清水一彦   | 桜田門と江戸城                |
| 第05回                                                    | 02月08日 | 婚礼の日に         | 万延元年3月29日                | 清水一彦   | 近藤勇の故郷・調布市          |
| 第06回                                                    | 02月15日 | ヒュースケン逃げろ | 万延元年9月30日                | 伊勢田雅也 | 試衛館と天然理心流            |
| 第07回                                                    | 02月22日 | 祝四代目襲名       | 文久元年8月27日                | 伊勢田雅也 | 勇の稽古着・小島資料館        |
| 第08回                                                    | 02月29日 | どうなる日本       | 文久2年5月29日                 | 伊勢田雅也 | 江戸の三大道場                |
| 第09回                                                    | 03月07日 | すべてはこの手紙   | 文久3年1月17日                 | 伊勢田雅也 | 象山の故郷 松代               |
| 第10回                                                    | 03月14日 | いよいよ浪士組     | 文久3年2月4日                  | 伊勢田雅也 | 土方歳三の故郷 日野           |
| 第11回                                                    | 03月21日 | 母上行って来ます   | 文久3年2月5日                  | 清水一彦   | 清河八郎と伝通院              |
| 第12回                                                    | 03月28日 | 西へ！             | 文久3年2月8日                  | 清水一彦   | 隊士になりたかった男 松本捨助 |
| 第13回                                                    | 04月04日 | 芹沢鴨、爆発       | 文久3年2月10日                 | 伊勢田雅也 | 芹沢鴨と水戸、玉造            |
| 第14回                                                    | 04月11日 | 京へ到着           | 文久3年2月23日                 | 伊勢田雅也 | 新選組屯所 八木邸             |
| 第15回                                                    | 04月18日 | 行くか、残るか     | 文久3年2月29日                 | 清水一彦   | 新徳寺                        |
| 第16回                                                    | 04月25日 | 一筆啓上、つね様   | 文久3年3月28日                 | 清水一彦   | 旧前川邸                      |
| 第17回                                                    | 05月02日 | はじまりの死       | 文久3年3月25日                 | 伊勢田雅也 | 壬生寺と壬生狂言              |
| 第18回                                                    | 05月09日 | 初出動! 壬生浪士   | 文久3年4月1日                  | 伊勢田雅也 | 会津本陣 金戒光明寺           |
| 第19回                                                    | 05月16日 | 通夜の日に         | 文久3年4月8日                  | 吉田浩樹   | 忠義の藩主 松平容保           |
| 第20回                                                    | 05月23日 | 鴨を酔わすな       | 文久3年4月21日                 | 吉田浩樹   | 六番組長 井上源三郎           |
| 第21回                                                    | 05月30日 | どっこい事件       | 文久3年6月3日                  | 清水一彦   | 大阪と隊士たち                |
| 第22回                                                    | 06月06日 | 屋根の上の鴨       | 文久3年8月12日                 | 伊勢田雅也 | 桂小五郎の妻 幾松             |
| 第23回                                                    | 06月13日 | 政変、八月十八日   | 文久3年8月17日                 | 伊勢田雅也 | 京都御所 蛤御門               |
| 第24回                                                    | 06月20日 | 避けては通れぬ道   | 文久3年9月13日                 | 清水一彦   | 新選組の語り部 永倉新八       |
| 第25回                                                    | 06月27日 | 新選組誕生         | 文久3年9月18日                 | 清水一彦   | 芹沢襲撃 八木邸               |
| 第26回                                                    | 07月04日 | 局長 近藤勇        | 元治元年5月21日                | 伊勢田雅也 | 吉田松陰と長州、萩            |
| 第27回                                                    | 07月11日 | 直前、池田屋事件   | 元治元年6月5日                 | 伊勢田雅也 | 京都 霊山歴史館               |
| 第28回                                                    | 07月18日 | そして池田屋へ     | 元治元年6月5日                 | 清水一彦   | 京都 池田屋へ                 |
| 第29回                                                    | 07月25日 | 長州を討て         | 元治元年7月18日                | 山本敏彦   | 久坂玄瑞と長州、萩            |
| 第30回                                                    | 08月01日 | 永倉新八、反乱     | 元治元年8月20日                | 山本敏彦   | 京都 霊山墓地                 |
| 第31回                                                    | 08月08日 | 江戸へ帰る         | 元治元年9月9日                 | 伊勢田雅也 | 京都 明保野亭事件             |
| 第32回                                                    | 08月15日 | 山南脱走           | 元治2年2月21日                 | 伊勢田雅也 | 浪士組外伝                    |
| 第33回                                                    | 08月22日 | 友の死             | 元治2年2月23日                 | 伊勢田雅也 | 総長 山南敬助と光縁寺         |
| 第34回                                                    | 08月29日 | 寺田屋大騒動       | 元治2年3月5日                  | 山本敏彦   | 第二の屯所 西本願寺           |
| 第35回                                                    | 09月05日 | さらば壬生村       | 元治2年3月10日                 | 山本敏彦   | 南部藩脱藩 吉村貫一郎         |
| 第36回                                                    | 09月12日 | 対決見廻組！       | 元治2年3月26日                 | 伊勢田雅也 | 西郷隆盛と勝海舟              |
| 第37回                                                    | 09月19日 | 薩長同盟締結！     | 慶応元年9月1日 慶応2年1月21日  | 清水一彦   | 薩摩藩邸跡と薩長同盟          |
| 第38回                                                    | 09月26日 | ある隊士の切腹     | 慶応2年2月12日                 | 山本敏彦   | 寺田屋とお龍                  |
| 第39回                                                    | 10月03日 | 将軍、死す         | 慶応2年7月25日                 | 伊勢田雅也 | 谷三兄弟                      |
| 第40回                                                    | 10月10日 | 平助の旅立ち       | 慶応3年1月4日                  | 清水一彦   | 龍馬の故郷 土佐               |
| 第41回                                                    | 10月17日 | 観柳斎、転落       | 慶応3年6月22日                 | 小林大児   | 龍馬 脱藩への道               |
| 第42回                                                    | 10月24日 | 龍馬暗殺           | 慶応3年11月15日                | 清水一彦   | 龍馬 暗殺                     |
| 第43回                                                    | 10月31日 | 決戦、油小路       | 慶応3年11月18日                | 伊勢田雅也 | 伊東甲子太郎と藤堂平助        |
| 第44回                                                    | 11月07日 | 局長襲撃           | 慶応3年12月12日・12月18日      | 土井祥平   | 近藤勇 狙撃                   |
| 第45回                                                    | 11月14日 | 源さん、死す       | 慶応4年1月2日・1月3日・1月5日  | 清水一彦   | 鳥羽伏見の戦い                |
| 第46回                                                    | 11月21日 | 東へ               | 慶応4年1月7日・1月9日・1月16日 | 清水一彦   | 病の天才剣士 沖田総司         |
| 第47回                                                    | 11月28日 | 再会               | 慶応4年3月2日・3月6日          | 清水一彦   | 甲陽鎮撫隊敗れる              |
| 第48回                                                    | 12月05日 | 流山               | 慶応4年4月3日                  | 吉川邦夫   | 近藤、土方離別の地 流山       |
| 最終回                                                    | 12月12日 | 愛しき友よ         | 慶応4年4月25日                 | 清水一彦   | 新選組それぞれの道            |
| 平均視聴率17.4%（視聴率は関東地区・ビデオリサーチ社調べ） |          |                    |                                |            |                               |

- 本放送前の番宣番組「新選組!魅力のすべて」（2004年1月11日）放送された。神田山陽 が、勝手に応援団長として登場。番組の魅力を解説した。
- 第1回と最終回は1時間拡大版である。第27回は参議院選挙特番のため地上波19:15-20:00の放送だった。第39回の再放送は台風関連ニュースのため10月11日（月・体育の日）に振替放送となった。

### 新選組！スペシャル
2004年12月26日、29日と2006年1月3日に放送。総集編であるが未公開映像も追加された。「明治5年9月13日の東京におけるみつの懐古」という形で、沢口靖子が出演・本編には無かった語りを担当している。坂本龍馬が伝え聞いた事件という設定の、第1回冒頭の隊士出動の場面は入っていない。各部の最後にはメインの隊士達が私服で登場する座談会が組まれた。2006年の再放送は続編である『新選組!! 土方歳三 最期の一日』の放送直前に行われた。
| 各部  | 放送日・放送時間                                                                                               | サブタイトル | 演出                                     |
| ----- | --- | ------------ | ---------------------------------------- |
| 第1部 | 2004年12月26日 16:45 - 18:00 2004年12月29日 12:10 - 13:25 2006年1月3日 15:20 - 16:35 2022年1月2日 23:06 - 0:20 | 武士になる!  | 清水一彦・伊勢田雅也                     |
| 第2部 | 2004年12月26日 19:30 - 20:45 2004年12月29日 13:25 - 14:40 2006年1月3日 16:45 - 18:00 2022年1月3日 0:23 - 1:38  | 新選組誕生   | 清水一彦・伊勢田雅也・吉田浩樹           |
| 第3部 | 2004年12月26日 21:00 - 22:15 2004年12月29日 14:40 - 15:55 2006年1月3日 19:30 - 20:45 2022年1月3日 1:40 - 2:57  | 愛しき友よ   | 清水一彦・伊勢田雅也・山本敏彦・吉川邦夫 |

### あなたのアンコール2004
2004年12月30日に山南敬助が切腹した第33回のみ放送。堺雅人のメッセージがあった。
- どんとこい新選組！ 隊士座談会
- 新選組! 第33回「友の死」（アバンタイトル部分が本放送とは異なる）

※第33回は文化庁芸術祭参加作品として11月にデジタル衛星ハイビジョンでの再放送が行われた。そのため、通常6回の放送（デジタル総合テレビでの先行放送・デジタル衛星ハイビジョンでの本放送・地上波での本放送・衛星第2での放送・デジタル衛星ハイビジョンでの再放送・地上波での再放送）に加え、2回の再放送が行われた。これはNHKのドラマ放送史上唯一の事であったため当時話題になった。

## 関連商品

### NHK大河ドラマ・ストーリー
- 新選組! 前編 ISBN 9784149233390 - NHK出版
- 新選組! 後編 ISBN 9784149233406 - NHK出版

### その他の書籍
- 三谷幸喜のありふれた生活3 大河な日日 ISBN 9784022579300 - 朝日新聞社

### CD
- NHK大河ドラマ新選組! オリジナル・サウンドトラック - ユニバーサルミュージック株式会社
- NHK大河ドラマ新選組! オリジナルサウンドトラック 第二集 - ジェネオンエンタテインメント株式会社

### DVD
- 新選組!完全版 第壱集 - ジェネオンエンタテインメント株式会社
- 新選組!完全版 第弐集 - ジェネオンエンタテインメント株式会社
- 新選組!スペシャル - アミューズソフトエンタテインメント株式会社

## 関連作品
- 新選組!! 土方歳三 最期の一日 - 大河ドラマ初の続編として2006年の正月時代劇として製作